# Córdoba (Argentina)
Córdoba es la ciudad capital de la provincia de Córdoba, Argentina. Con sus 576 km² es la más grande en extensión entre las capitales provinciales del centro del país y la ciudad más extensa del país en zona urbana continua. Además, es la segunda más poblada con 1 505 250 habitantes. En su área metropolitana viven 2 168 232 personas. Se sitúa en la región central a orillas del río Suquía o Primero. También es conocida como La Docta o La Ciudad de las Campanas.
Fue fundada por el sevillano Jerónimo Luis de Cabrera el 6 de julio de 1573 como un pueblo de españoles que sirviera de refugio contra los indígenas, y así poder desplazarse y comerciar libremente. La ciudad fue declarada capital provisional en dos ocasiones: la primera, en 1806, durante las invasiones inglesas al Virreinato del Río de la Plata y luego, en 1955, durante los hechos del golpe militar autodenominado Revolución Libertadora.
El ejido del Departamento Capital tiene la forma de un cuadrado de 24 km de lado, totalizando un área de 576 km². Aunque la zona del conurbano de esta ciudad se extiende desde fines del siglo XX hasta las ciudades vecinas de Villa Allende, Saldán, Malvinas Argentinas, entre otras, configurando de este modo al Gran Córdoba. El Departamento Capital limita al norte con el departamento Colón; y al este, oeste y sur con el departamento Santa María; estando rodeado antiguamente por el departamento Anejos.
Su perfil urbano es de edificios de altura media (11 a 18 pisos). En barrio Nueva Córdoba la altura de estos es mayor. La Torre Capitalina Radisson, con 126,64 m (37 pisos), es el edificio más alto. Tiene distribución urbana centralista, siendo solo algunos los barrios con vida autónoma del centro y alrededores. Esto se observa en la organización de los recorridos de las líneas de colectivos, de las cuales casi todas concurren al macrocentro.
La ciudad es un importante centro histórico y turístico que combina arquitectura colonial, vida universitaria y belleza natural. Entre sus principales atractivos se destaca la Manzana Jesuítica, declarada Patrimonio de la Humanidad por la Unesco, que incluye la Iglesia de la Compañía de Jesús, el antiguo Colegio Nacional de Monserrat y la Universidad Nacional de Córdoba, la más antigua del país y una de las primeras universidades de América Latina. 
El casco histórico ofrece también joyas coloniales como la Catedral de Córdoba (Argentina)y museos como el Cabildo de Córdoba y el Museo Superior de Bellas Artes Evita. La ciudad es punto de partida hacia las sierras cordobesas, con acceso a destinos como La Cumbrecita, Villa General Belgrano y el Camino de las Altas Cumbres, que enriquecen su oferta turística con paisajes serranos, ríos y tradiciones locales.
Protagonizó varios hechos de relevancia en la historia argentina durante el XX. Fue centro de la Reforma Universitaria en 1918, del golpe de Estado cívico-militar que derrocó al gobierno de Juan Domingo Perón, autodenominado Revolución Libertadora, en 1955 y el Cordobazo en 1969.

## Geografía
Córdoba está ubicada en la región argentina conocida como llanura pampeana, en el límite con las sierras Pampeanas, al pie del monte. La mancha urbana se extiende sobre ambas márgenes del río Suquía, cubriendo el territorio sobre la primera y segunda barranca. Estas son de loess y fueron erosionadas por el río en tiempos remotos, siendo su relieve ligeramente ondulado. En el trazado urbano se mezclan zonas llanas, pendientes suaves y colinas bajas.
De acuerdo a las leyes provinciales n.º 778 del 14 de diciembre de 1878, n.º 927 del 20 de octubre de 1883 y n.º 1295 del 29 de diciembre de 1893, el ejido es un cuadrado de 24 km de lado, totalizando un área de 576 km². Sus límites están a 12 km de la plaza San Martín, centro de la ciudad. Por las citadas leyes, Córdoba es oficialmente el único municipio del departamento Capital. Actualmente tiene diferendos limítrofes con las vecinas Estación Juárez Celman, Saldán y Villa Allende que poseen parte de sus ejidos en el vértice noroeste.

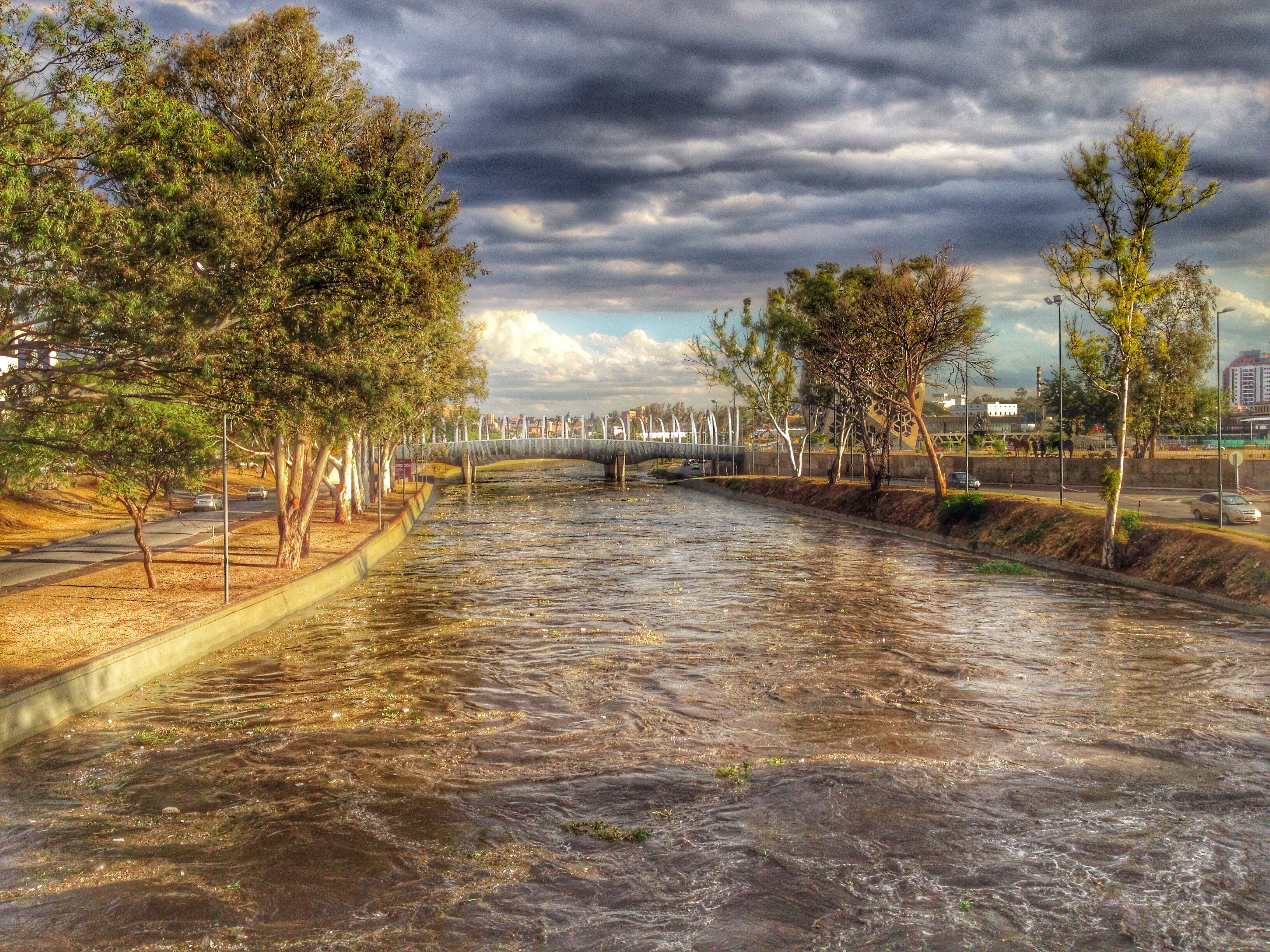
Río Suquía y Puente del Bicentenario.

Salvo al norte, que linda con el departamento Colón limita en casi toda su extensión con el departamento Santa María. Córdoba está delimitada al norte por el paralelo 31º18’30” S, al este por el meridiano 64º03’27” O, al sur por el paralelo 31º31’30” S y al oeste por el meridiano 64º18’35” O, con una altura sobre el nivel del mar entre los 352 m s. n. m. (hacia el este, en la intersección del río Suquía con el límite este) y los 544 m s. n. m. (en el vértice suroeste de la ciudad).
La ubicación absoluta de la plaza San Martín, punto históricamente señalado como centro del ejido, se encuentra en 31°25′S 64°11′O / -31.417, -64.183.
El río Suquía o Primero atraviesa el ejido municipal en sentido noroeste a este. Por otro lado, el arroyo La Cañada transcurre en sentido suroeste a norte y desemboca en dicho río, en la zona céntrica. Este arroyo fue encauzado en los años 1930 ya que provocaba recurrentes y desastrosas inundaciones. La ciudad se extiende sobre ambos márgenes y es atravesado por otros cursos de agua menores, como el Arroyo El Infiernillo.
Las calles que cruzan el centro, tienen dos nombres. Deán Funes, que corre de oeste a este, divide todas las perpendiculares a esta. Por ejemplo la calle Rivera Indarte luego de su intersección con Deán Funes pasa a llamarse Obispo Trejo, comenzando la numeración desde cero. En sentido norte a sur ocurre lo mismo, en este caso la referencia es la calle San Martín. Por ejemplo, 25 de Mayo pasa a llamarse 9 de Julio, comenzando la numeración desde cero. Es importante aclarar que ambas calles de referencia son perpendiculares, así Deán Funes pasa a llamarse Rosario de Santa Fe, mientras que San Martín pasa a llamarse Independencia. 
Córdoba cuenta con 26 cuadras de calles céntricas convertidas en peatonales, siendo estas las primeras calles de este tipo de la Argentina al ser inauguradas en el año 1969.

### Clima
El clima de la ciudad de Córdoba es templado subtropical húmedo con invierno seco (Cwa) en la clasificación de Köppen, clima también conocido como pampeano. Los veranos son húmedos, con días calurosos y noches templadas. Los vientos del este y del oeste son raros, de corta duración y poca intensidad. En primavera soplan con fuerza creciente principalmente del norte y el noreste a medida que un centro de depresión ciclónica se define en el frente polar. En el verano frecuentemente se producen tormentas eléctricas con viento y granizo.
Factores para que la temperatura sea en promedio algo más fresca que en otros sitios del planeta a latitudes semejantes son: la altitud y, sobre todo, el ubicarse la provincia en la diagonal eólica de los vientos pamperos, vientos fríos que soplan desde el cuadrante sudoeste, originados en la Antártida.
Por otra parte, dada la mediterraneidad, las variaciones o amplitudes térmicas son mayores que en la costa atlántica, siendo además menor la precipitación anual, de alrededor de 800 mm/año. En la ciudad la temperatura varia del día a la noche, pudiendo llegar hasta los -5 °C en las noches de invierno. Su temperatura media anual ponderada en todo el siglo xx fue de 18 °C. En enero, mes más cálido del verano austral, la máxima media es de 31,1 °C y la mínima media de 18,1 °C. En julio, mes más frío, las temperaturas medias son 18,6 °C de máxima y 5,5 °C de mínima. Aún en invierno pueden ser frecuentes días algo cálidos, debido a la influencia del viento Zonda. Las nevadas son poco frecuentes, las últimas se registraron en 1984, 2007, 2009 y 2021. Por su parte, los tornados son un evento climático relativamente habitual, ya que la ciudad se encuentra en la zona de América del  Sur conocida como Pasillo de los Tornados. Se recuerdan tormentas como la de 2003, que causó severos daños en la periferia.
| Parámetros climáticos promedio de Córdoba Observatorio. Datos del período de referencia 1991-2020 obtenidos del Servicio Meteorológico Nacional, Estación Meteorológica Córdoba. Extremos (1991-presente) | Parámetros climáticos promedio de Córdoba Observatorio. Datos del período de referencia 1991-2020 obtenidos del Servicio Meteorológico Nacional, Estación Meteorológica Córdoba. Extremos (1991-presente) | Parámetros climáticos promedio de Córdoba Observatorio. Datos del período de referencia 1991-2020 obtenidos del Servicio Meteorológico Nacional, Estación Meteorológica Córdoba. Extremos (1991-presente) | Parámetros climáticos promedio de Córdoba Observatorio. Datos del período de referencia 1991-2020 obtenidos del Servicio Meteorológico Nacional, Estación Meteorológica Córdoba. Extremos (1991-presente) | Parámetros climáticos promedio de Córdoba Observatorio. Datos del período de referencia 1991-2020 obtenidos del Servicio Meteorológico Nacional, Estación Meteorológica Córdoba. Extremos (1991-presente) | Parámetros climáticos promedio de Córdoba Observatorio. Datos del período de referencia 1991-2020 obtenidos del Servicio Meteorológico Nacional, Estación Meteorológica Córdoba. Extremos (1991-presente) | Parámetros climáticos promedio de Córdoba Observatorio. Datos del período de referencia 1991-2020 obtenidos del Servicio Meteorológico Nacional, Estación Meteorológica Córdoba. Extremos (1991-presente) | Parámetros climáticos promedio de Córdoba Observatorio. Datos del período de referencia 1991-2020 obtenidos del Servicio Meteorológico Nacional, Estación Meteorológica Córdoba. Extremos (1991-presente) | Parámetros climáticos promedio de Córdoba Observatorio. Datos del período de referencia 1991-2020 obtenidos del Servicio Meteorológico Nacional, Estación Meteorológica Córdoba. Extremos (1991-presente) | Parámetros climáticos promedio de Córdoba Observatorio. Datos del período de referencia 1991-2020 obtenidos del Servicio Meteorológico Nacional, Estación Meteorológica Córdoba. Extremos (1991-presente) | Parámetros climáticos promedio de Córdoba Observatorio. Datos del período de referencia 1991-2020 obtenidos del Servicio Meteorológico Nacional, Estación Meteorológica Córdoba. Extremos (1991-presente) | Parámetros climáticos promedio de Córdoba Observatorio. Datos del período de referencia 1991-2020 obtenidos del Servicio Meteorológico Nacional, Estación Meteorológica Córdoba. Extremos (1991-presente) | Parámetros climáticos promedio de Córdoba Observatorio. Datos del período de referencia 1991-2020 obtenidos del Servicio Meteorológico Nacional, Estación Meteorológica Córdoba. Extremos (1991-presente) | Parámetros climáticos promedio de Córdoba Observatorio. Datos del período de referencia 1991-2020 obtenidos del Servicio Meteorológico Nacional, Estación Meteorológica Córdoba. Extremos (1991-presente) |
| Mes | Ene. | Feb. | Mar. | Abr. | May. | Jun. | Jul. | Ago. | Sep. | Oct. | Nov. | Dic. | Anual |
| --- | --- | --- | --- | --- | --- | --- | --- | --- | --- | --- | --- | --- | --- |
| Temp. máx. abs. (°C) | 41.6 | 41.4 | 39.8 | 36.5 | 35.5 | 31.5 | 34.3 | 38.0 | 41.1 | 42.0 | 43.7 | 43.5 | 43.7 |
| Temp. máx. media (°C) | 31.2 | 29.4 | 28.1 | 25.0 | 21.3 | 19.0 | 18.4 | 21.5 | 23.8 | 26.3 | 29.1 | 31.0 | 25.3 |
| Temp. media (°C) | 24.7 | 23.2 | 21.8 | 18.4 | 14.7 | 11.6 | 10.8 | 13.5 | 16.2 | 19.4 | 22.1 | 24.2 | 18.4 |
| Temp. mín. media (°C) | 18.9 | 17.8 | 16.5 | 13.3 | 9.9 | 6.4 | 5.5 | 7.4 | 10.0 | 13.4 | 15.8 | 18.1 | 12.8 |
| Temp. mín. abs. (°C) | 10.6 | 8.3 | 4.2 | 1.2 | -2.9 | -3.7 | -5.2 | -4.9 | -1.2 | 2.0 | 3.7 | 7.0 | -5.2 |
| Precipitación total (mm) | 121.6 | 126.6 | 99.9 | 61.2 | 20.7 | 6.7 | 6.7 | 8.0 | 33.7 | 76.9 | 109.7 | 143.9 | 815.6 |
| Días de precipitaciones (≥ 0.1 mm) | 11.1 | 10.4 | 9.1 | 7.4 | 5.4 | 2.7 | 2.4 | 1.7 | 4.6 | 7.9 | 10.2 | 11.5 | 84.4 |
| Horas de sol | 257.3 | 229.6 | 204.6 | 189.0 | 170.5 | 150.0 | 170.5 | 204.6 | 213.0 | 255 | 255.0 | 251.1 | 2533.9 |
| Humedad relativa (%) | 65.1 | 70.5 | 71.9 | 72.0 | 73.6 | 71.1 | 65.8 | 55.7 | 55.8 | 59.4 | 59.6 | 61.3 | 65.1 |
| Fuente: Servicio Meteorológico Nacional (promedios 1991-2020) | | | | | | | | | | | | | |

#### Récords históricos
- Temperatura más elevada: 45.7 °C (en enero del periodo 1901/1950) Dato oficial biblioteca del SMN.
- Temperatura más baja: -12 °C (6 de julio de 1944).
- Año más lluvioso: 1997 (1422,69 mm).
- Año con más tormentas: 1975
- Años con nevadas: 1973, 1974, 1975, 1976, 1984, 2007, 2021
- Año con más días de vientos extremos: 1975[cita requerida]

### Ambiente
Las cuestiones ambientales en la ciudad de Córdoba están afectadas por la densidad poblacional, transporte público, presencia de fábricas y ubicación a ambos márgenes del río Suquía. 
El consumo promedio registrado en la ciudad es de 330 litros per cápita, valor que puede trepar hasta 500 litros en los meses de verano.
Los líquidos cloacales de casi toda la ciudad son tratados en la Planta de Bajo grande, ubicada en la zona este de la ciudad. Esta planta fue ampliada en 2011 y 2022. Actualmente tiene una capacidad de tratamiento de 10.000 metros cúbicos por hora. Estos residuos luego de su tratamiento son arrojados al río Suquía aguas abajo, en dirección opuesta al ejido.
Según un informe de la Secretaría de Ambiente municipal, existían en 2010 alrededor de 90 vertederos ilegales de basura, algunos en barrios cercanos al centro. Su origen se atribuye a vecinos y transportistas de cartón, plástico y escombros, que utilizan terrenos baldíos para destinar desechos. Recientemente se comenzaron a implementar Centros de Transferencia de Residuos (CTR) para mitigar los efectos de basurales clandestinos.

### Sismicidad
La sismicidad de la región de Córdoba es frecuente y de intensidad baja, y un silencio sísmico de terremotos medios a graves cada 30 años en áreas aleatorias. Sus últimas expresiones se produjeron:
- 22 de septiembre de 1908 (116 años), terremoto de Cruz del Eje de 1908 a las 17:00 UTC-3, con 6,5 Richter, escala de Mercalli VII; ubicación 30°30′0″S 64°30′0″O / -30.50000, -64.50000; profundidad: 100 km; produjo daños en este Departamento; en Deán Funes, Cruz del Eje y Villa de Soto, provincia de Córdoba, y en el sur de las provincias de Santiago del Estero, La Rioja y Catamarca[36]

- 16 de enero de 1947 (78 años), a las 2:37 UTC-3, con una magnitud aproximadamente de 5,5 en la escala de Richter (terremoto de Córdoba de 1947)[35]

- 28 de marzo de 1955 (70 años), a las 6:20 UTC-3 con 6,9 Richter: además de la gravedad física del fenómeno se unió el desconocimiento absoluto de la población a estos eventos recurrentes (terremoto de Villa Giardino de 1955)

### Fauna y flora
Respecto a la fauna, podemos encontrar, entre otros:
- Aves: benteveo (o bicho feo), lechucita vizcachera, carancho, chingolo, gorrión común, hornero, lechuza, paloma, pijuís y cotorra argentina o monje.
- Artrópodos: arañas (varias especies, las que tienen importancia médica son principalmente Loxosceles laeta y Latrodectus mactans), escorpiones (entre las especies más abundantes está el Tityus trivittatus que es muy venenoso y el Bothriurus bonariensis cuya picadura no tiene consecuencias graves) y hormigas, principalmente la hormiga roja (Formica rufa) y la hormiga negra cortadora (Acromyrmex lundii).
- Mamíferos: gatos, cánidos (perros y zorros) y roedores.[37]

La flora de la ciudad corresponde a una mezcla de regiones de la provincia:
- Por un lado se encuentra el Espinal, se destaca la presencia de: algarrobo, quebracho blanco, mistol, itín (o barba de tigre).
- Luego tenemos, en las zonas más altas de la ciudad, la Flora de las sierras, particularmente el Bosque serrano: algarrobo, aromito, itín (o barba de tigre), chañar, coco, durazno de las sierras, espinillo, mistol, aguaribay (o molle), quebracho. El quebracho serrano cordobés se orienta al norte y oeste de las sierras.[37]

## Historia
Fundación

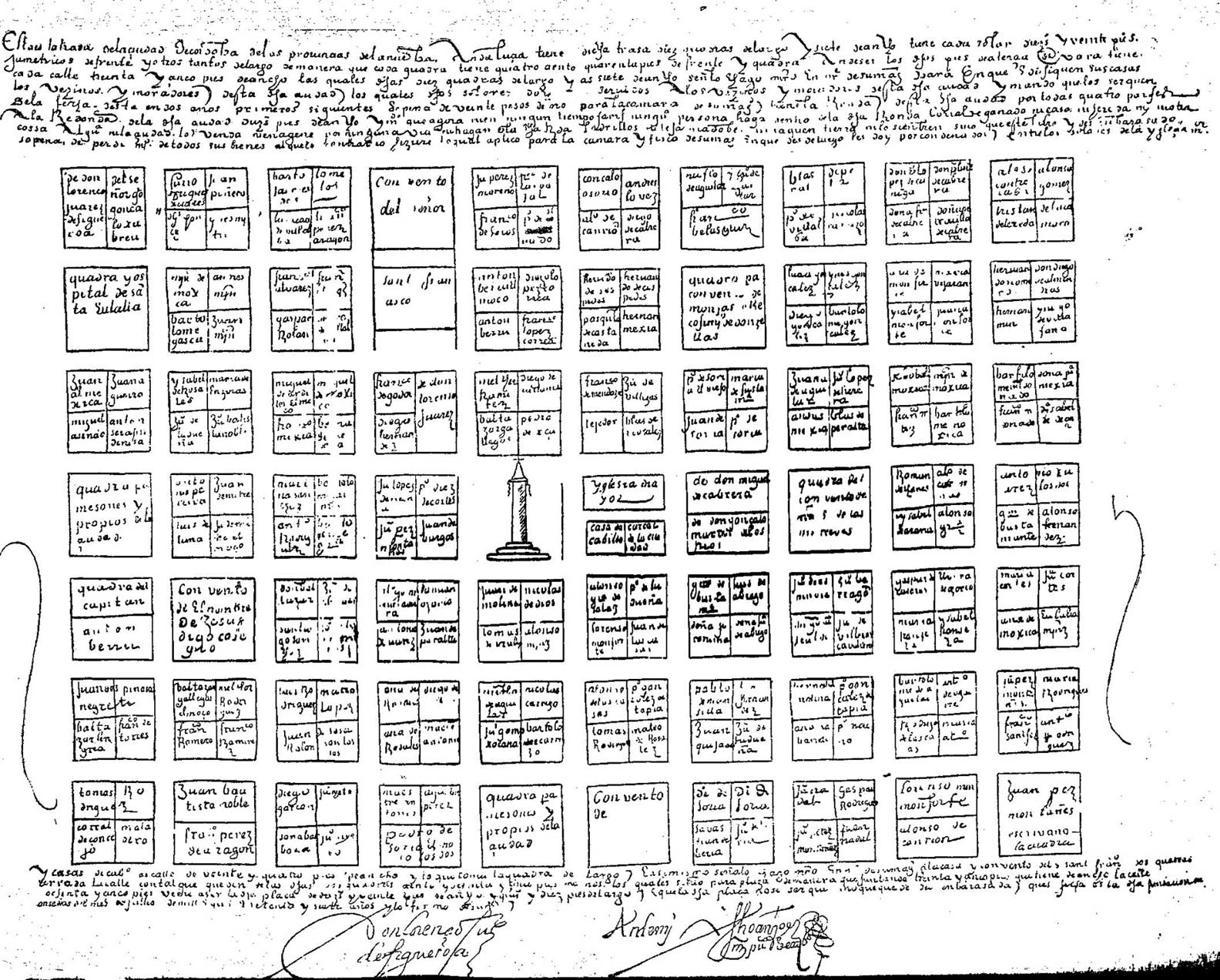
Primer trazado de la ciudad de Córdoba (1577), por don Lorenzo Suárez de Figueroa.

La fundación de la ciudad de Córdoba tuvo como antecedente la orden que en 1571 el virrey del Perú, Francisco Álvarez de Toledo, impartió al recién nombrado gobernador del Tucumán, Jerónimo Luis de Cabrera —quien hasta ese momento había servido al ejército real español— encomendándole poblar y fundar en el valle de Salta en la parte y lugar que le pareciere mejor convenir, un pueblo de españoles para que de estos reinos del Perú se pueda entrar a dichas provincias sin el riesgo y el peligro que hasta aquí, y de ellas salir a estos reinos a contratar y mercadear.
Cuando Cabrera partió de Potosí, en julio de 1572, debió optar entre seguir las claras directivas del virrey o acatar la voluntad de Francisco de Aguirre —quien había sido gobernador del Tucumán y también el fundador de la ciudad Santiago del Estero— y que lo instaba a proseguir el plan de conquista del sur. Cabrera eligió esto último. La expedición de conquista, de más de un centenar de hombres, ingresó en el territorio que estaba habitado por los aborígenes comechingones, que vivían en comunidades denominadas ayllus y encontró un río al que Cabrera llamó San Juan —hoy Suquía—, ya que el día 24 de junio la Iglesia conmemora a San Juan el bautista.

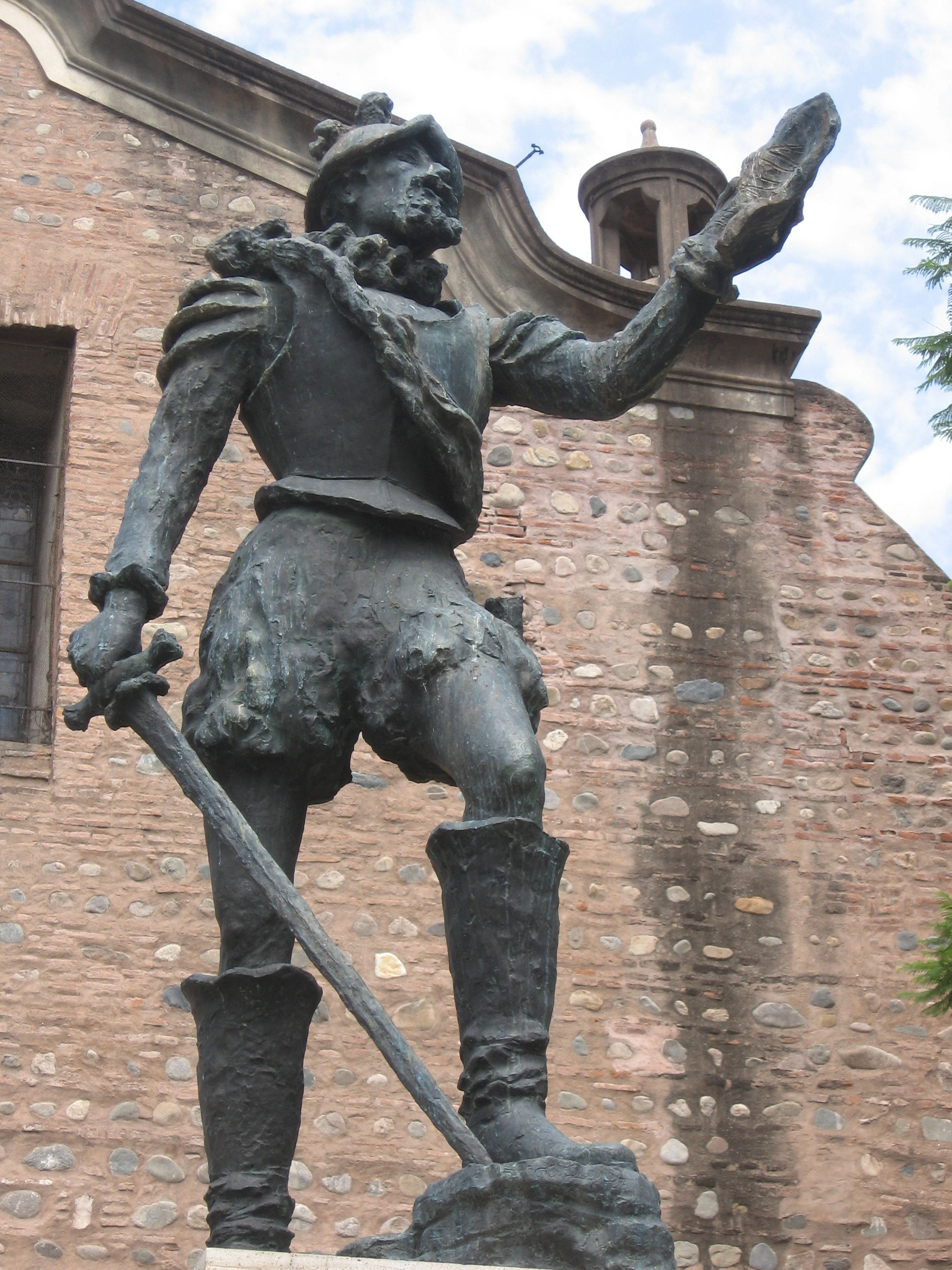
Estatua de Jerónimo Luis de Cabrera, fundador de la ciudad.

Cabrera fundó Córdoba el 6 de julio de 1573 con el nombre de Córdoba de la Nueva Andalucía, posiblemente en homenaje a los ancestros de su esposa, oriundos de la homónima española. La fundación se realizó en la margen izquierda del río, en un paraje llamado Quisquisacate, nombre puesto por los indios a la confluencia de dos ríos, en lo que hoy son las barrancas del barrio Yapeyú, al noreste de la actual área central. En el mismo acto, hizo labrar el acta fundacional por el escribano Francisco de Torres y determinó el escudo de armas de la ciudad.
Cabrera buscaba dos objetivos. Uno de ellos era disponer de una salida a "La Mar del Nord", es decir al océano Atlántico, ya que creyó que la laguna de Mar Chiquita era una bahía de este océano; y también intentó fundar otra ciudad a orillas del río Paraná. El segundo de los objetivos era la fabulosa Ciudad de los Césares.
Según datos del Archivo Histórico, después de cuatro años de fundada la ciudad, en 1577, las autoridades, una vez retirados los aborígenes, resolvieron el traslado de Córdoba a la margen sur del río Suquía o Primero, y el entonces Teniente Gobernador don Lorenzo Suárez de Figueroa trazó el primer plano de la ciudad, de setenta manzanas en damero. El documento da cuenta de una ciudad con diez cuadras de largo y siete de ancho. En la imagen puede verse que los solares eran divididos en cuatro. Esto regía para los vecinos, dado que los terrenos de las órdenes religiosas no eran divididos.
En 1580 comenzó la construcción de la Catedral de Córdoba, finalizada en 1758. En 1599 se instaló la orden religiosa de la Compañía de Jesús y de esta manera Córdoba pasó a ser el punto central de tareas de evangelización de los padres jesuitas en América del Sur.
Siglo xvii
Los religiosos de la Compañía de Jesús fundaron, en 1608, un noviciado y, en 1610, el Colegio Máximo del cual derivó, en 1613, la Universidad de Córdoba, la actual Universidad Nacional de Córdoba, la cuarta más antigua de América. En 1622 comenzó a funcionar la Aduana Seca.
En 1623 ocurrió el primer desborde conocido del arroyo La Cañada, situación que obligó a construir la defensa conocida como el Calicanto en 1671, del que hoy solo queda un pequeño vestigio en la esquina de las calles Belgrano y Bulevar San Juan, barrio Güemes.

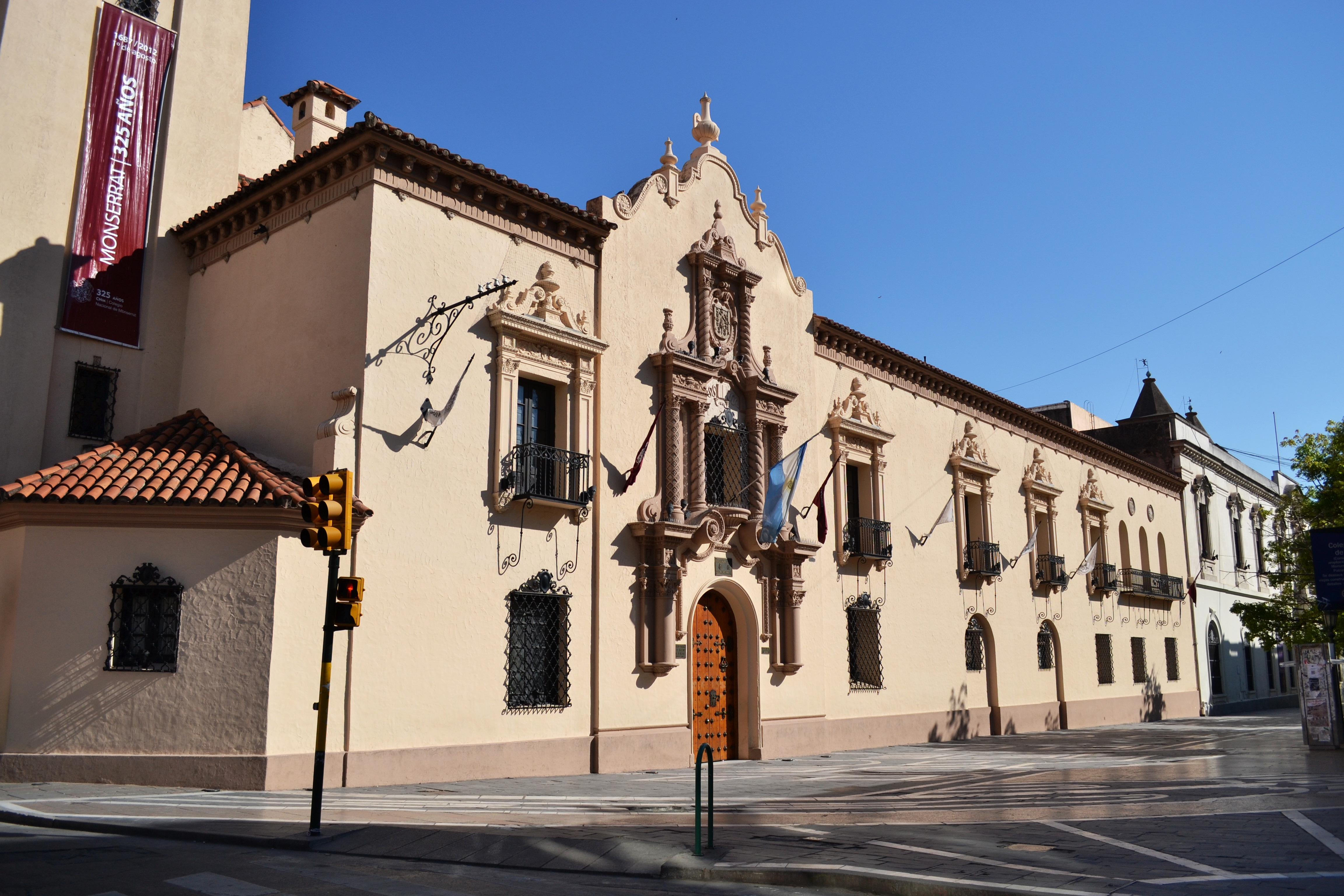
Colegio Nacional de Monserrat.

En 1671 fue consagrada la iglesia de la Compañía de Jesús. Luego, en 1687, Ignacio Duarte y Quirós fundó el Colegio Nacional de Monserrat. Durante el llamado primer período (1687-1767), el Colegio estuvo regido por los sacerdotes jesuitas. Ya en 1699, Córdoba fue ascendida a la sede del obispado del Tucumán. De esta manera, la ciudad fue el centro administrativo, religioso y educacional de la región.
Siglo xviii
Según un acta del cabildo la población provincial ascendía, en enero de 1760, a 22 000 habitantes, de los cuales 1500 eran españoles y los restantes se dividían en mestizos, mulatos y negros. Se presume que la población era mayor, dadas las dificultades para llevar a cabo el censo.
En 1776 el rey Carlos III creó el Virreinato del Río de la Plata, en el cual Córdoba quedó, en 1785, como la capital de la Intendencia de Córdoba del Tucumán, comprendiendo los actuales territorios de las provincias de Córdoba, La Rioja y la región de Cuyo.
En noviembre de 1784 llegó a Córdoba Rafael de Sobremonte luego de ser designado gobernador intendente de la Intendencia de Córdoba del Tucumán. El gobernador intendente era la segunda jerarquía después del virrey. Ese mismo año dictó el reglamento de policía, creando seis cuarteles que descentralizaban la ciudad. Se ocupó de la mendicidad y la atención de los menores, entre otras cosas. Realizó obras públicas como parques y paseos, amplió los calabozos del cabildo, hizo iluminar las calles con 113 faroles de velas de sebo que se encendían las noches sin luna, construyó el primer puente sobre el arroyo La Cañada (hoy calle 27 de abril), reglamentó, entre otros, los gremios de plateros, herreros, albañiles, carpinteros, pintores, sastres, zapateros, músicos y barberos e instaló el primer sistema de agua corriente de América.
Siglo xix

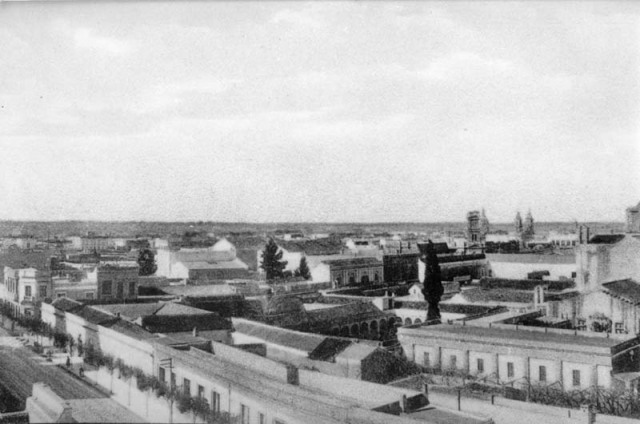
Avenida General Paz, Córdoba. Siglo xix.

En 1806, durante las invasiones inglesas, el virrey Rafael de Sobremonte regresó a Córdoba donde estableció la capital interina del Virreinato del Río de la Plata. En veinte días reunió un importante contingente y lo envió a Montevideo para repeler la invasión en dicha ciudad, objetivo no logrado.
Durante la época patria, en 1821 se dictó un reglamento provisorio que facilitaba la inmigración. Según el censo de 1822 la ciudad contaba con 11 552 habitantes.
El 29 de junio de 1829 ocurrió en Córdoba una de las dos batallas que enfrentaron al general José María Paz con el caudillo riojano Facundo Quiroga.

A comienzos de la década de 1830 se sucedían actos de revanchismo y tropelías provocadas por montoneras santafesinas de Pascual Echagüe, acantonadas en la ciudad tras la caída del general Paz. Durante toda esa década la provincia estaría convulsionada políticamente. Córdoba tenía en aquella época Aduana y Casa de Moneda, pasando ambas a funcionar a partir de 1844 en un edificio sobre la actual calle General Paz. La Casa de Moneda fue cerrada por Justo José de Urquiza en 1855.

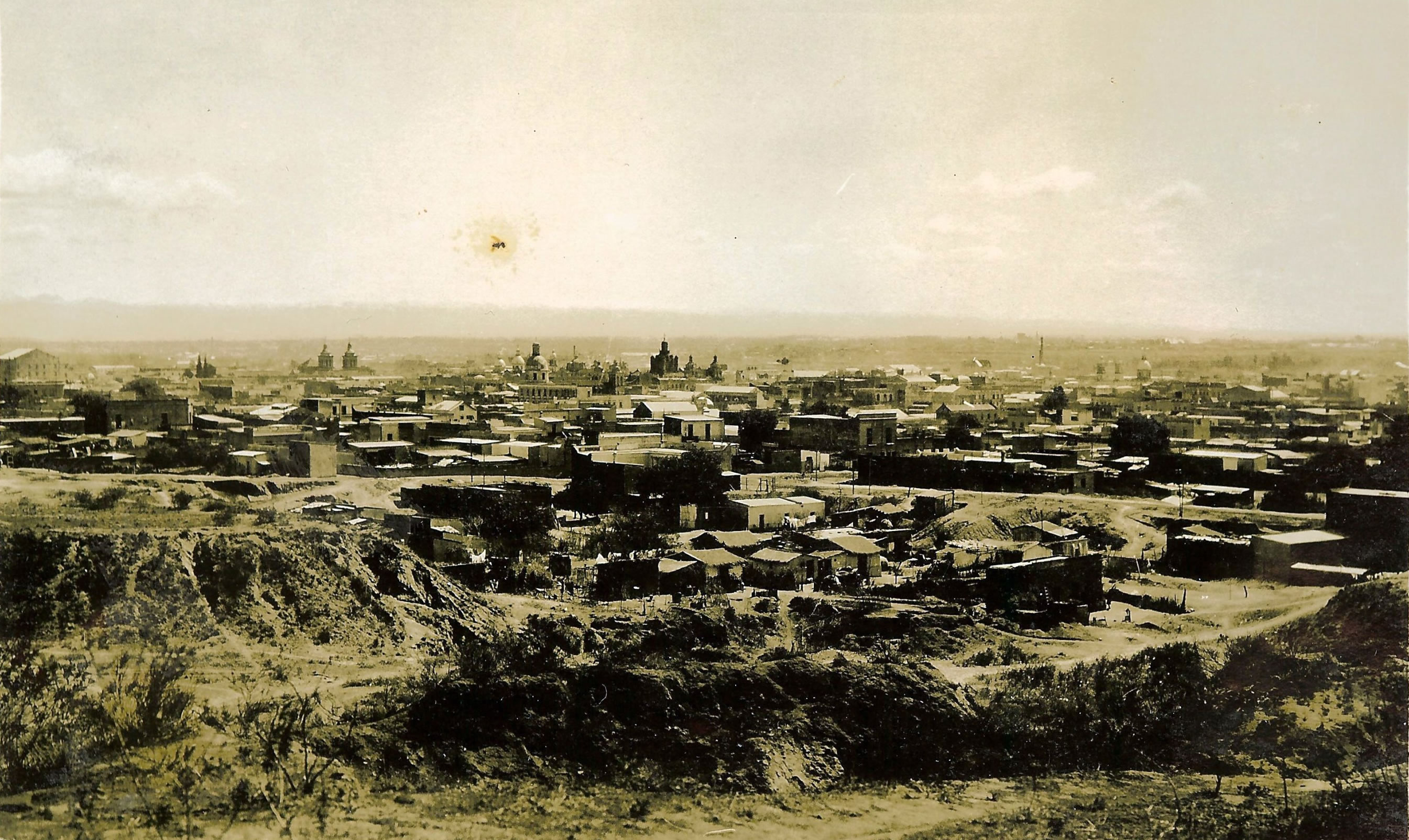
Postal de lo que hoy es el área céntrica de la ciudad de Córdoba, circa 1850.

En abril de 1854 el gobierno cordobés declaró por nacionales a la Universidad Mayor y el Colegio de Monserrat y como tales sujetos al gobierno nacional y bajo su inmediata dependencia y dirección. En 1856 el Congreso Nacional lo ratifica y establece que los fondos para su funcionamiento provendrán del Tesoro Nacional.
Según el censo de 1869 la provincia contaba con 210 508 habitantes. El 18 de mayo de 1870 se inauguró el tramo hasta Rosario del Ferrocarril Central Argentino (luego General Bartolomé Mitre). Ese mismo año Agustín Garzón fundó el pueblo San Vicente (hoy barrio). En 1871 se inauguró el Observatorio Astronómico de Córdoba, a cuyo cargo se encontraba el astrónomo estadounidense Benjamín Apthorp Gould, traído al país dos años antes por el presidente Domingo Faustino Sarmiento.
En 1876 se inauguró el ferrocarril a San Miguel de Tucumán. El entonces presidente Nicolás Avellaneda, oriundo de dicha ciudad, realizó el primer viaje que salió de la estación La Garita, en las afueras de la ciudad. En julio de 1878 se inauguró la primera línea de tranvías de la ciudad. Unía el centro con el barrio General Paz. El servicio estaba a cargo de la Compañía Tramway de la Ciudad de Córdoba.

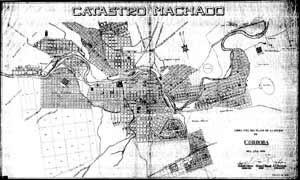
Fisonomía catastral de la ciudad en 1889, fecha del primer relevamiento por Ángel Machado.

El 1 de enero de 1881 comenzó a funcionar el registro civil municipal, el más antiguo del país. El primer matrimonio inscrito data del 27 de enero.
En 1883 se realizó una reforma a la constitución provincial, inspirada en la obra de Filemón Posse. Uno de los cambios fue a nivel municipal ya que se creó la figura del intendente y del Concejo deliberante, como órganos ejecutivo y legislativo respectivamente. El primer intendente de la ciudad fue Juan Manuel La Serna seguido en 1887 por Luis Revol.
En 1886, Miguel Crisol presentó el más importante proyecto urbanístico para la ciudad de Córdoba, después de varios siglos de fundación. Incluyó el desmonte, nivelación y terraplenamiento de las barrancas al sur y los terrenos del bajo del río, que la aprisionaban no permitiendo su expansión ni crecimiento urbano. Así se dio origen al atractivo barrio Nueva Córdoba, entre otros beneficios que aun perduran.
El primer relevamiento catastral de la ciudad data de 1889 y fue ejecutado por el agrimensor Ángel Machado, obteniéndose los límites y demarcaciones existentes con sus mejoras (Luego, en 1940 se haría la primera medición y marcación del ejido municipal y la creación de los planos parcelarios, documentos que representaban la forma individual de cada manzana de la ciudad y su división parcelaria).
Hacia fines del siglo XIX, el arquitecto italiano Francesco Tamburini (diseñador del Teatro Colón y encargado de la terminación de la Casa Rosada), se destacaría con los diseños de la sede central del Banco de Córdoba y del teatro del Libertador San Martín (inicialmente Teatro Nuevo y luego Rivera Indarte). En este período el presidente Domingo Faustino Sarmiento crearía la Academia Nacional de Ciencias. Estas obras cambiaron para siembre la fisonomía del microcentro cordobés. 
Entre los años 1889 y 1911, se diseñó y creó el Parque Sarmiento (Córdoba), el más grande de la ciudad, y uno de los más antiguos de Sudamérica. Fue diseñado por el arquitecto y pasisajista Carlos Thays. Ubicado en el Barrio Nueva Córdoba, es un importante pulmón verde y centro de actividades recreativas y culturales, con museos, espacios para eventos, y opciones gastronómicas. 

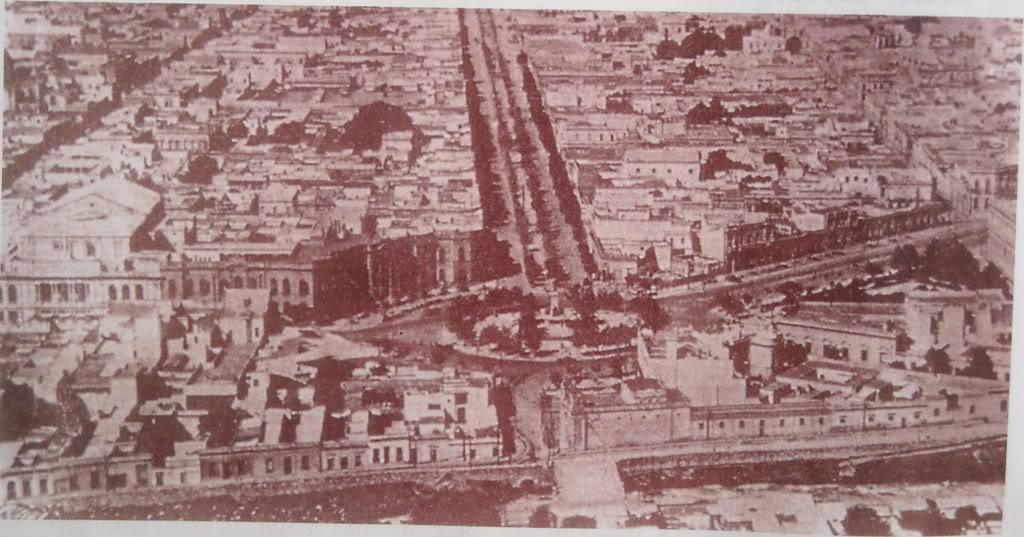
Vista aérea de Bulevar San Juan y Avenida Vélez Sársfield, a comienzos del siglo xx, el edificio principal de esta foto es el aún existente Patio Olmos. Nótese que La Cañada todavía estaba encauzada por el calicanto.

Siglo xx
A comienzos del siglo xx la ciudad tenía 90 000 habitantes. Córdoba había cambiado considerablemente su fisonomía ya que contaba con nuevas avenidas, diagonales, paseos y plazas. A los barrios o pueblos tradicionales que existían como Alberdi, San Vicente, Güemes y General Paz se sumaban Alta Córdoba en torno al ferrocarril, y Nueva Córdoba comunicado con el centro a través de la recién hecha avenida Argentina, hoy Hipólito Yrigoyen.

Entre los problemas de la época se encontraban la pobreza, el analfabetismo y la alta mortalidad infantil. Eran recurrentes las epidemias de fiebre tifoidea, gripe, peste bubónica, viruela y tuberculosis debido a la escasez de agua, siendo los baños públicos eran la única posibilidad para higienizarse. Otro problema era la infraestructura de salud, ya que la ciudad contaba con un solo hospital, el San Roque. El arroyo La Cañada presentaba otro problema edilicio, con sus frecuentes crecidas. La más grande ocurrió la noche del 15 de enero de 1939, cuando sus aguas se desbordaron e inundaron toda el área céntrica. A raíz de dicho suceso se iniciaron las obras de encauzamiento del arroyo que finalizaron en 1944 y le dieron la apariencia actual.

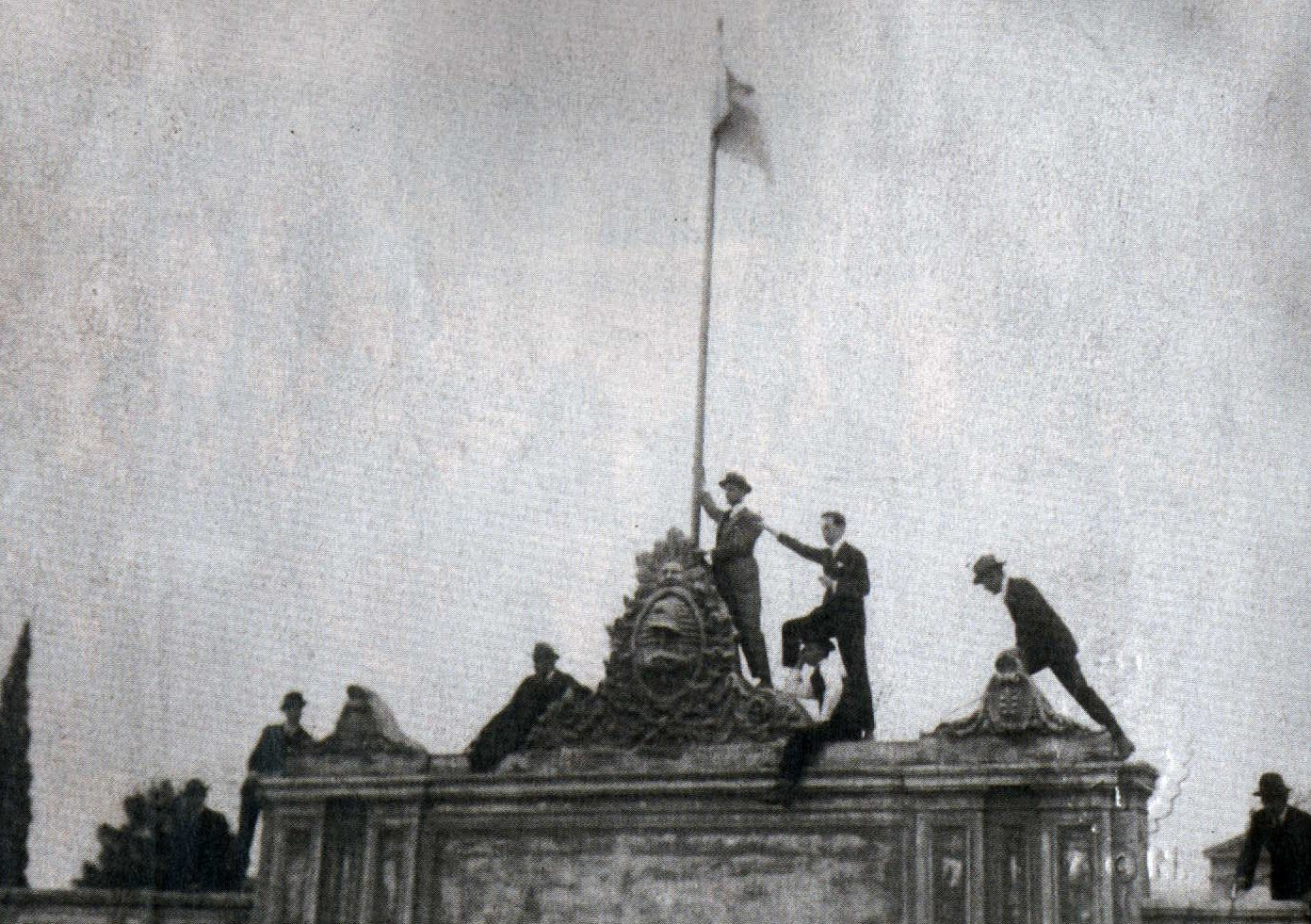
Estudiantes toman la Universidad e izan la bandera argentina, durante los hechos de la Reforma universitaria de 1918.

En 1918 Córdoba fue el epicentro de un movimiento reformista conocido como la Reforma universitaria, que luego se extendió al resto de las Universidades del país, gran parte de América y España.

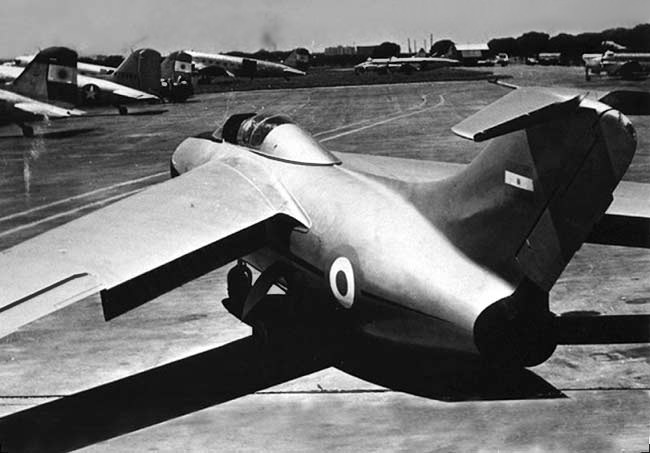
Aeronave Pulqui II: la Argentina tuvo una de las fuerzas aéreas más avanzadas del mundo; y en Córdoba su centro más importante.

En 1927 se inauguró en Córdoba la Fábrica Militar de Aviones (FMA). Hasta su llegada, Córdoba no había tenido el importante florecimiento industrial derivado de la sustitución de importaciones, que sí había hecho crecer considerablemente al conurbano bonaerense. La fabricación aumentó y se colocó entre las mejores del mundo en la década de 1940, luego de la Segunda Guerra Mundial, con la llegada de técnicos alemanes. Entre sus logros más destacables se encuentra el avión Pulqui.

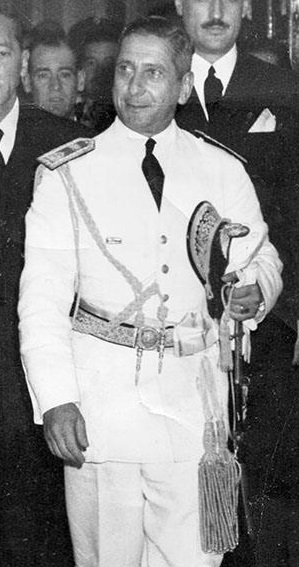
Brigadier Juan Ignacio San Martin (1904-1966) gobernó la provincia de Córdoba entre 1949 y 1951.

A partir de 1952, la Fábrica Militar de Aviones comenzó a diversificar su producción. Lo que se hizo fue constituir sobre la base del antiguo Instituto Aerotécnico, la empresa estatal Industrias Aeronáuticas y Mecánicas del Estado (IAME), que se abocó a la fabricación de motores, automóviles (los recordados Graciela Institec y el Rastrojero), motocicletas Puma, lanchas y veleros, paracaídas, maquinarias y herramientas diversas.
Esta fábrica, por su trascendente accionar, se convirtió en piedra angular de la industria pesada del país. A solo tres años de crearse, el IAME ocupaba alrededor de 10 000 personas, la mayoría técnicos especializados y en su mejor momento llegó a ocupar a más del 50 % de la mano de obra que empleaba el conjunto de las industrias dinámicas cordobesas. Además fue destacable su labor como agente promotor de la actividad manufacturera, ya que proporcionó a los jóvenes e inexpertos industriales ayuda técnica, asesoramiento, laboratorios y fomentó la producción en serie y el empleo de procesos industriales reemplazantes del trabajo artesanal. Una importante rama productiva del IAME estuvo representada por la fabricación de tractores El Pampa.
En 1955 se instaló en la ciudad la corporación de origen estadounidense Industrias Kaiser Argentina (IKA) a partir de la apertura nacional al capital extranjero y por medio de un contrato con el IAME. IKA se convirtió en la fábrica de automóviles en serie más grande del país, con 300 000 vehículos producidos en menos de una década.
La profunda transformación que tuvieron la ciudad (y la provincia en general) con las radicaciones fabriles se puede comprobar con algunos datos estadísticos. En 1943 había 5311 establecimientos fabriles que empleaban 37 649 personas, en 1954 eran más de 15 000 empleando 67 599 personas. La potencia automotriz instalada en 1943 era de menos de 196 000 HP pasando a alrededor de 380 000 en 1954.
La provincia, según el censo de 1947 tenía casi 1 500 000 habitantes de los cuales alrededor del 25 % vivían en la capital. Luego de las radicaciones industriales familias enteras se desplazaron a la ciudad, convirtiendo a Córdoba en la ciudad más habitada después de Buenos Aires. Además se incrementó el salario promedio que se tradujo en un aumento del consumo que benefició otras ramas de la actividad económica.
La autodenominada Revolución Libertadora, que derrocó al gobierno de Juan Domingo Perón, se inició en Córdoba el 16 de septiembre de 1955. Desde la ciudad el general Eduardo Lonardi comandó las operaciones y la declaró capital provisional de la república. Hubo enfrentamientos en el barrio Alta Córdoba, en la zona aledaña a la estación del Ferrocarril Belgrano, entre los sublevados y tropas leales, tiroteos frente al cabildo histórico y otras escaramuzas como la de los comandos civiles que tomaron puntos claves de la ciudad. La radio LV2 fue rebautizada La Voz de la Libertad y difundió la proclama revolucionaria. Luego de varias horas de asedio cayó la jefatura de policía, sede improvisada del gobierno provincial. Tropas leales marcharon hacia Córdoba pero no atacaron, ya que el 19 de ese mes Perón renunció a la presidencia de la Nación.
En 1963 el 47,7 % del personal fabril ocupado, eran del sector automotor de la ciudad. Esto generó un fuerte proceso de urbanización que venía en aumento desde la década anterior. Dicha inmigración se distribuyó principalmente en la zona sur del ejido, apareciendo así nuevos barrios.

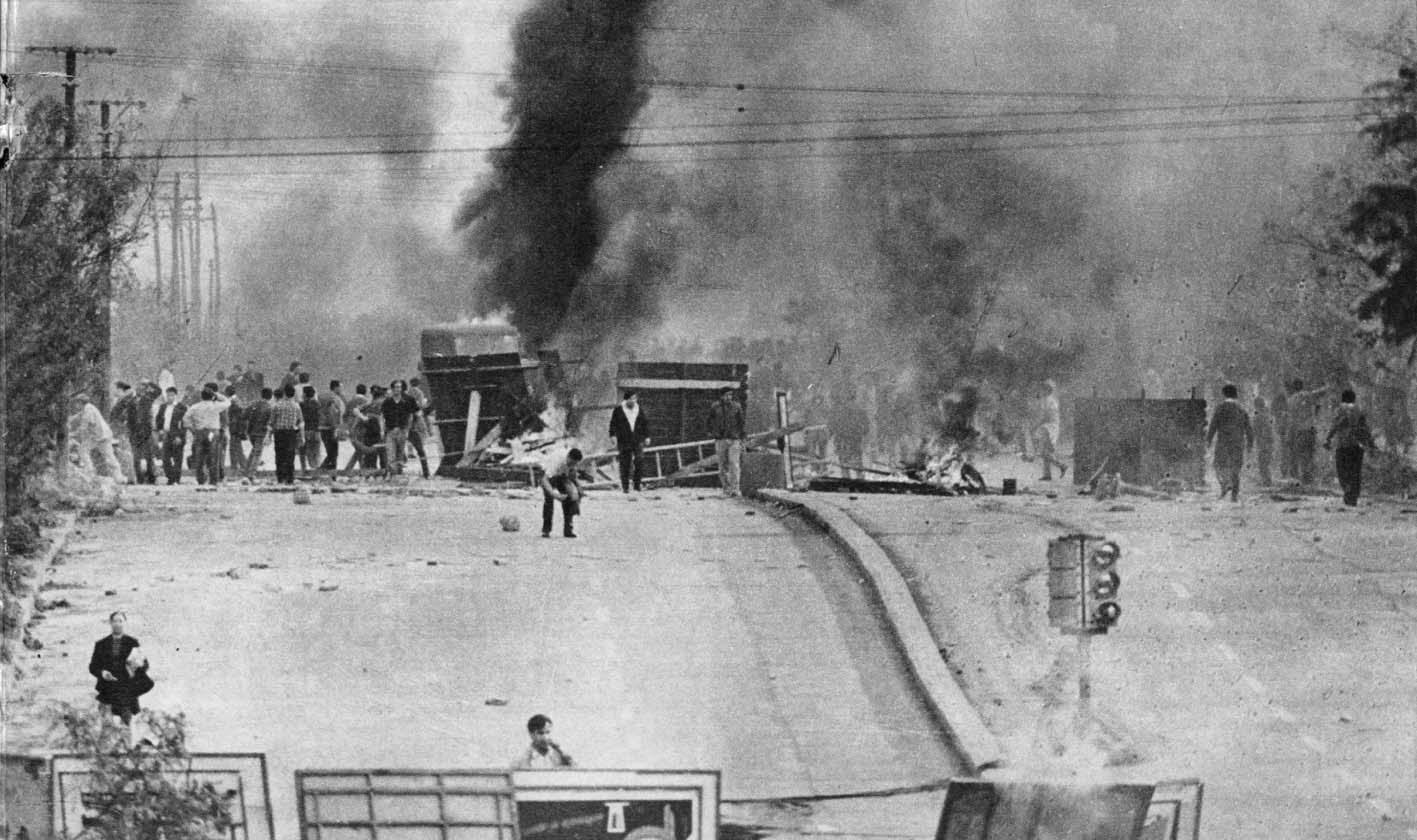
El Cordobazo fue muy trascendente para la historia nacional.

En mayo de 1969 se produjo el Cordobazo, una rebelió protagonizada por estudiantes y trabajadores, y cuyo momento más álgido fue el 29 de aquel mes. Tuvo claro sentido anti dictatorial y fue acompañado por la población en general.
La década de 1970 fue turbulenta. En los años previos al golpe militar de 1976 hubo persecuciones en el ámbito de la Universidad y actos como la voladura de la planta de impresión del diario La Voz del Interior en enero de 1975. La editorial del 15 de marzo rezaba “Córdoba es una ciudad humillada y entristecida por tanta violencia, por tantas muertes inútiles, por tantos desaparecidos, por tanto miedo. Vivir se ha transformado en la aspiración más elemental de los cordobeses”. Tras el golpe cívico-militar autoproclamado Proceso de Reorganización Nacional, ocurrido el 24 de marzo de 1976, la violencia recrudeció todavía más. Córdoba fue escenario de las mismas ilegalidades que el resto del país. Entre los centros clandestinos de privación ilegítima de la libertad se destacan La Perla, a la vera de la ruta a Villa Carlos Paz, el Campo de la Rivera en la seccional quinta y la División Informaciones de la Policía de la provincia en el pasaje Santa Catalina, en el centro de la ciudad. Si bien no hay datos precisos se calcula que solo por La Perla pasaron 2000 personas entre 1976 y 1979. 
En 1978 Argentina organizó la Copa Mundial de Fútbol, donde Córdoba fue una de sus sedes. Para dicho evento se construyó el Estadio Chateau Carreras (hoy llamado Estadio Mario Alberto Kempes).
La economía argentina y en particular la actividad industrial comenzaron a mostrar un sostenido retroceso. Ya en el gobierno constitucional de Raúl Alfonsín, en medio de inestabilidad, problemas financieros e inflación creciente, las políticas estabilizadoras desalentaron fuertemente las actividades industriales. Dicha actividad sufre un proceso de reestructuración regresivo. Se calcula que su participación en el PBI descendió un 8%. La fabricación de máquinas, herramientas y tractores era de alrededor de un cuarto y de automóviles menos de la mitad. Córdoba fue perdiendo lentamente su peso industrial.
Siglo xxi

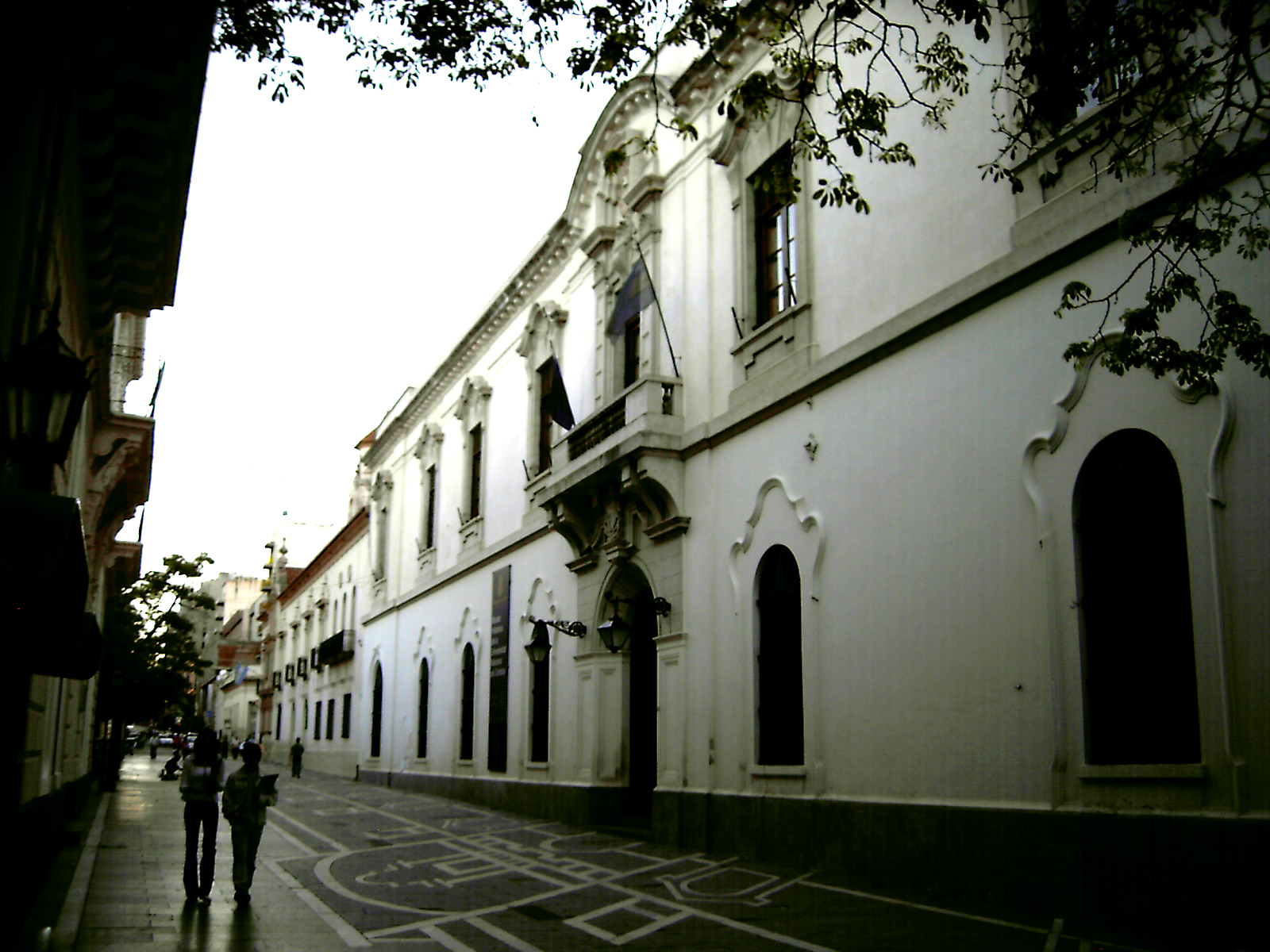
El edificio administrativo original de la Universidad Nacional de Córdoba, parte del sitio del patrimonio mundial.

En 2000 la histórica Manzana Jesuítica fue declarada Patrimonio de la Humanidad por la Unesco. Luego de la grave crisis de 2001/2002 que sufrió el país, Córdoba ha resurgido nuevamente como un polo industrial importante en la Argentina.
En 2006 Córdoba fue declarada Capital Americana de la Cultura de ese año.
En la madrugada del 3 de diciembre de 2013 un centenar de oficiales de la Policía de la Provincia de Córdoba se acuarteló por desacuerdos salariales. Durante el día, los efectivos acuartelados aumentaron, y al llegar la noche, con la ciudad desprotegida y liberada, el descontrol y vandalismo se apoderó de las calles de la capital produciéndose saqueos y robos en la mayoría de los comercios y supermercados de diversos barrios. Esto produjo que vecinos y parte de la comunidad comenzaran a formar barricas y a defender sus negocios con armas de fuego, provocándose linchamientos y enfrentamientos. En el mediodía del 4 de diciembre de 2013, y luego de 35 horas de violencia, saqueos y destrozos, el gobernador José Manuel de la Sota anunció un acuerdo con los policías acuartelados, que volvieron a patrullar las calles, poniendo fin a uno de los momentos más trágicos de la historia de Córdoba. Los acontecimientos sucedidos el 3 y 4 de diciembre de 2013 dejaron 1 muerto, más de 300 heridos, 1000 locales saqueados, decenas de detenidos y pérdidas millonarias de más de 400 millones de pesos. A partir del año 2014 y por aprobación de la legislatura provincial, cada 4 de diciembre se conmemora el "Día del Reencuentro", para reflexionar sobre los acontecimientos sucedidos.

## Gobierno

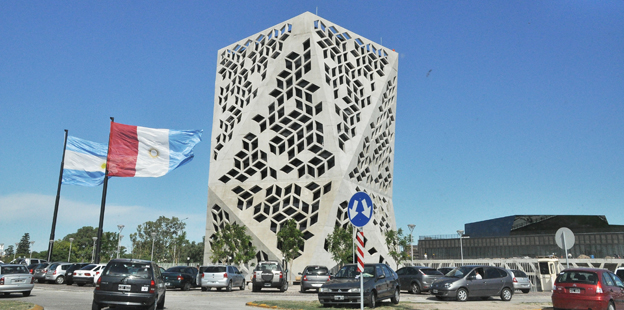
Centro Cívico de Córdoba, lugar de asiento tanto del poder ejecutivo provincial.

Dado el sistema federal de gobierno, en Argentina hay 3 órdenes o escalafones: el Nacional, el Provincial y el Municipal.

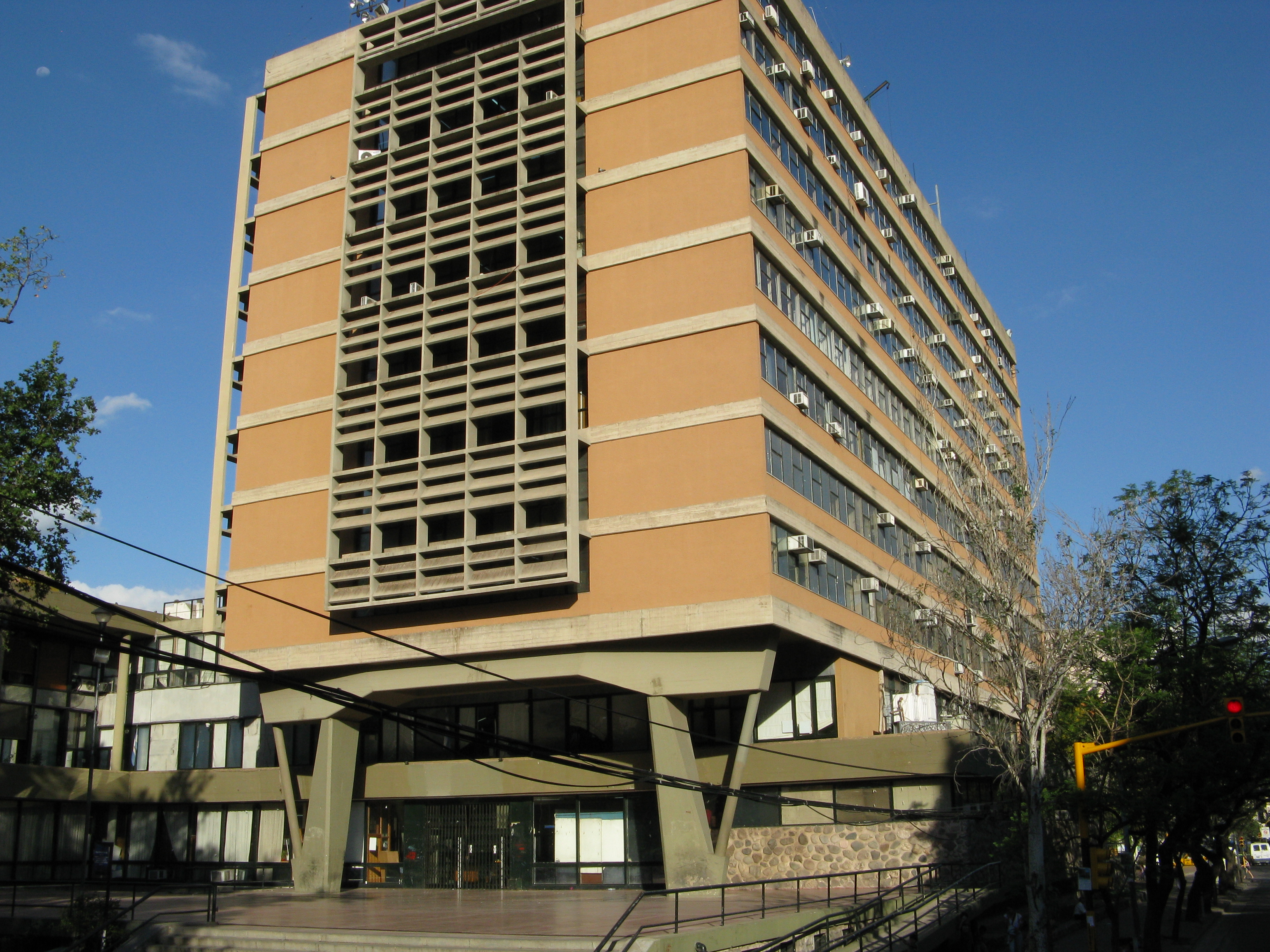
Palacio 6 de julio. Sede del gobierno local.

El Poder Ejecutivo en Córdoba, es ejercido por el Intendente municipal, elegido por votación popular cada cuatro años. El edificio gubernamental es conocido como Palacio 6 de Julio, ubicado en calle Marcelo T. de Alvear 120 (esquina calle Caseros), en el centro de la ciudad, frente al Palacio de Justicia I (tribunales). El actual intendente es el justicialista Martín Llaryora. El viceintendente y presidente del Concejo Deliberante de la ciudad es Daniel Passerini.
Administrativamente está dividida en catorce Centros de Participación Comunal.

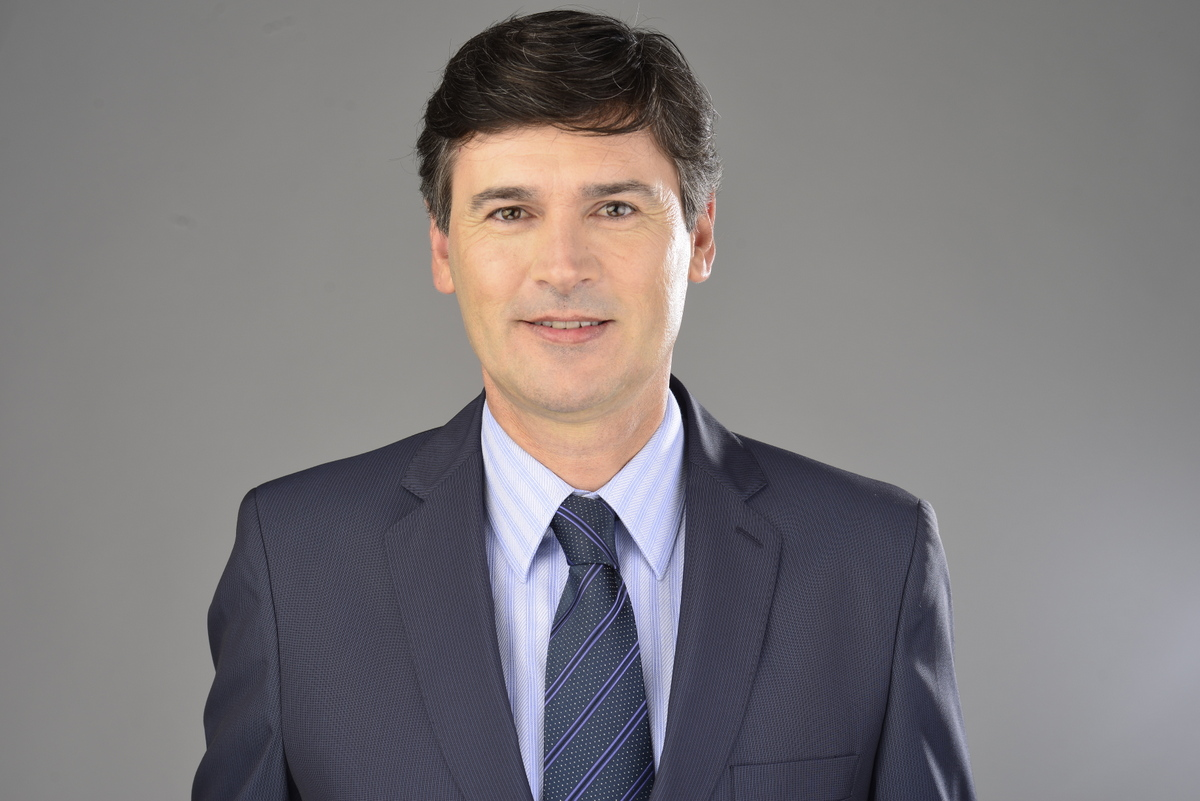
El peronista Daniel Passerini es el actual intendente de la ciudad de Córdoba desde el 10 de diciembre de 2023

En el orden municipal, los tribunales con distintas competencias son llamados por la Carta Orgánica Municipal como Órganos de Control. El primero de ellos es el Tribunal de faltas (hay varios). Tienen competencia en el juzgamiento de las faltas o contravenciones a las disposiciones municipales, provinciales y nacionales, cuya aplicación "compete al Municipio", es decir, en todo aquello que no tenga jurisdicción la provincia o la nación. Los Tribunales Administrativos Municipales de Faltas son integrados por jueces de primera instancia. Puede crearse una Cámara de segunda instancia. Son nombrados por el intendente con acuerdo de dos tercios de los miembros presentes del Concejo Deliberante en la sesión de nombramiento. Algunos ejemplos de faltas en las que tiene competencia son las infracciones de tránsito y el estado de veredas y fachada de los edificios.

Conformación del Concejo Deliberante desde el 10 de diciembre de 2019
Hacemos por Córdoba: 16 escaños
Unión Cívica Radical: 6 escaños
Córdoba Cambia: 6 escaños
Fuerza de la Gente: 1 escaño
Encuentro Vecinal Córdoba: 1 escaño
Frente de Izquierda : 1 escaño

El Poder Legislativo está a cargo del Concejo Deliberante de la ciudad. Funciona actualmente en Pasaje Comercio n.º447. Su forma de expresión es la Ordenanza. Se compone de 31 concejales elegidos mediante representación proporcional, asegurándole al partido más votado la mayoría absoluta, es decir, la mitad más uno de los miembros. Los ediles duran cuatro años en sus funciones y pueden ser reelectos por una vez consecutiva.
La seguridad urbana está a cargo de la Policía de la provincia de Córdoba. Depende del gobierno provincial. Tiene en la ciudad 47 comisarías, 6 subcomisarías y 20 unidades judiciales. La Policía Federal Argentina tiene limitada su competencia a lo que tenga jurisdicción federal, como la seguridad de los juzgados federales. Defensa Civil, dependiente de la municipalidad, tiene como función responder ante eventos adversos de orden público, y de ser necesario gestionar la presencia en el lugar de otros organismos como bomberos, Cruz roja, policía o los entes que proveen electricidad, agua o gas. Algunos ejemplos de hechos donde Defensa civil puede estar presente son desastres causados por tormentas, incendios e inundaciones. Córdoba cuenta con un cuerpo de bomberos voluntarios.
Córdoba, además, por ser capital, es sede de los tres poderes provinciales. Es decir, el ejecutivo provincial (a cargo de Martín Llaryora) junto con sus ministerios, el Tribunal Superior de Justicia y el Poder legislativo provincial, tienen su asiento en la ciudad.

## Economía

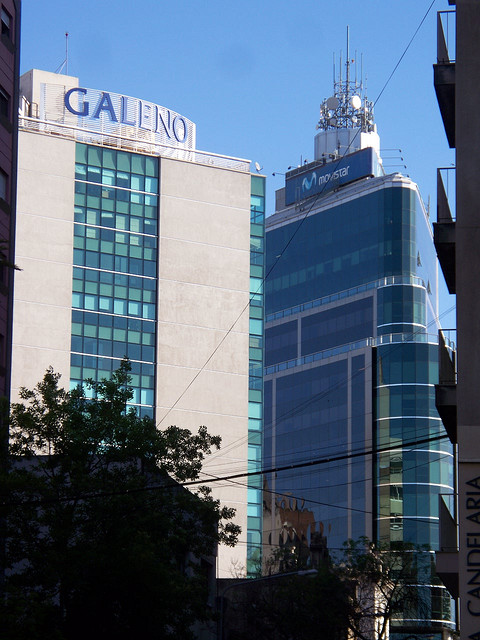
Torres Galeno y Ecipsa. Córdoba es un importante polo de industrias y empresas de alta tecnología en Argentina.

La ciudad de Córdoba, en general, tiene una baja participación en la actividad primaria respecto a la provincia, fundamentalmente en el ganadero que es prácticamente nulo, y muy baja en el sector agrícola. Sin embargo, es destacado en las actividades de procesamiento de carnes y elaboración de fiambres y embutidos, así como en los cultivos hortícolas, frutales y papa, destinando para este uso el 29% de la superficie total del ejido (zona rural), área que se denomina cinturón verde.
El sector industrial, en cambio, ocupa un lugar principal en la actividad económica de la ciudad, considerándose a Córdoba como un importante centro automotriz nacional. Entre las empresas establecidas encontramos a Renault, la planta de Fiat Córdoba, Iveco, Materfer, y Volkswagen, que producen aproximadamente el 25% del total del país, generando además la localización de más de 160 empresas autopartistas a su alrededor.
En 2006, de un total de 49 281 empresas, 21 423 (43%) pertenecían al sector comercial, 20 449 (41%) al de servicios y 6984 (14%) al industrial. Aunque el número de empresas no es tan importante como en el comercial, su peso en la economía sí lo es.
En 2007 el Producto Geográfico Bruto fue de 10 939 049 000 $ (Paridad de poder adquisitivo de 1993) lo que representa alrededor del 3,65% del producto interno bruto del país. Este se distribuye en sector primario (0,3%), secundario (28,4%) y terciario (71,3%).
El crecimiento sostenido de la construcción de los últimos años hizo de Córdoba una ciudad con numerosos edificios comerciales y residenciales de gran categoría, y causó una notable expansión del ejido urbano. La instalación de la Ciudad Empresarial, empresas relacionadas con el software y la alta tecnología, centros comerciales y el nuevo aeropuerto internacional, convierten a Córdoba en un punto de suma importancia económica, para la Argentina y el Mercosur.
El sector de la construcción fue uno de los primeros en reaccionar con posterioridad a la crisis de 2001. Hubo un crecimiento del 158% entre el mínimo de febrero de 2002 y el máximo registrado en julio de 2006 (se despacharon más de 9 millones de toneladas de cemento y se autorizaron más de 9,5 millones de metros cuadrados para construcción). Posteriormente se observa un descenso de las tasas interanuales. El crecimiento acumulado para el primer trimestre de 2007 en relación con el mismo periodo de 2006, fue de 3,7%. Los permisos para construir autorizados en el primer trimestre de 2007 superaron en un 26,6% a los del mismo periodo de 2006. Los permisos de edificación del área de arquitectura de la municipalidad tuvieron las siguientes variaciones: 909 716,48 m² autorizados en 2004, 1 187 513,81 m² en 2005, 1 587 040,09 m² en 2006, 848 258,52 m² en 2007 y 1 300 000 en 2010. El índice del Costo de la Construcción con base 2001 = 100, se ubicó en mayo de 2008 en 411,63.

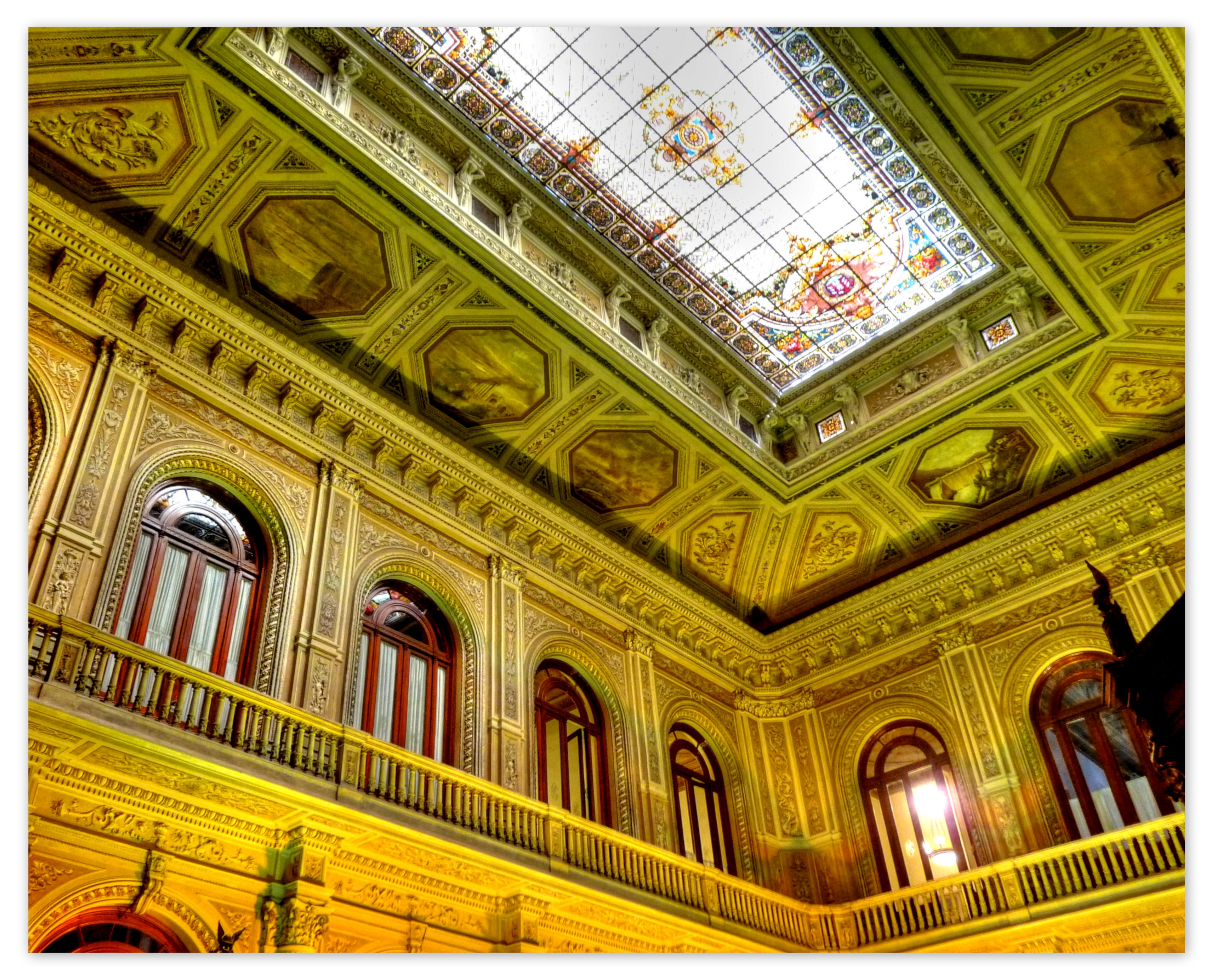
El Interior del edificio central del Banco de Córdoba.

Entre 2001 y 2010 se construyeron solo en barrio Nueva Córdoba más de 300 edificios, y aunque sigue siendo el lugar que más ha crecido en los últimos años, hacia finales de la década se comenzó a preferir la construcción en otros barrios. Durante 2010 Córdoba fue la ciudad argentina con mayor cantidad de proyectos urbanísticos. Se autorizaron más de 1 300 000 metros cuadrados.  El sector tecnológico se encuentra en expansión, alimentado por las nuevas empresas de capital nacional y la instalación de filiales extranjeras. Alrededor de la Universidad Nacional de Córdoba, se nuclean organismos oficiales y privados que le confieren a la ciudad un marcado perfil tecnológico. En 2002 se creó el Cluster Córdoba Technology, agrupación de más de cien empresas del sector tecnológico, que según cifras de 2009, facturan en conjunto más de cuatrocientos millones de pesos por año. Se destaca también el trabajo en Call center.
Otra agrupación con sede en Córdoba es la CIIECCA (Cámara de Industrias Informáticas, Electrónicas y de Comunicaciones del centro de Argentina), que reúne alrededor de 80 fabricantes de electrónica y productos tecnológicos, pyme de capitales cordobeses.
Otras empresas son EDS (hoy HP Enterprise Services) que ofrece servicios informáticos a diferentes países. Motorola desarrolla, entre otros, software para comunicaciones móviles e Internet inalámbrica. IBM realiza administración y mantenimiento de bases de datos en Estados Unidos y España, entre otros. Intel desarrolla software para futuros móviles. R&D (anteriormente Datasul) trabaja para TOTVS (de Brasil) y desarrolla software para la industria y la administración. Totvs inauguró oficinas propias en el último trimestre de 2009. Indra trabaja en la creación de software para la administración y la industria aeronáutica.

## Demografía

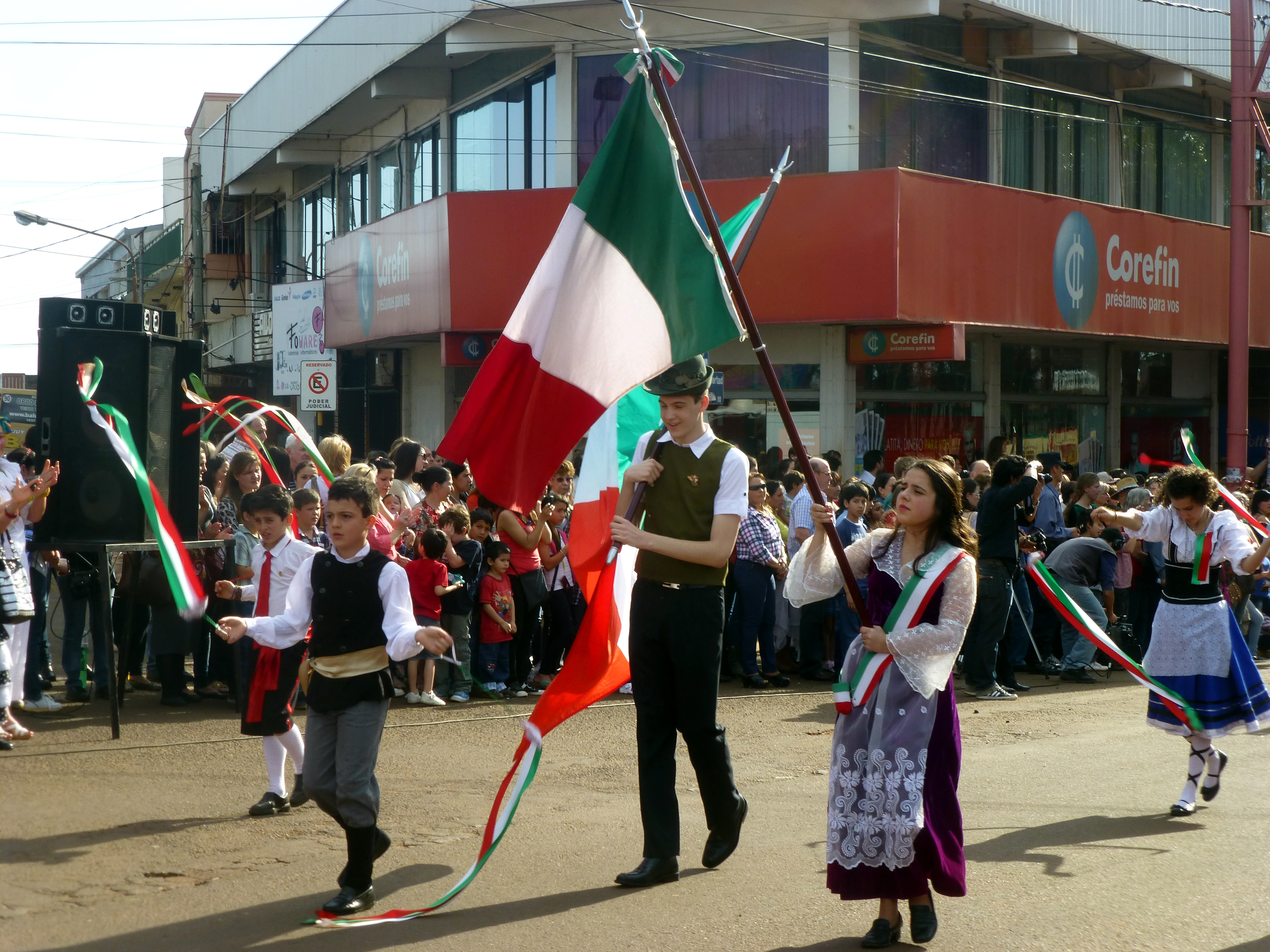
La región centro de Argentina recibió varias oleadas de inmigración italiana. En la imagen, representantes de la colectividad en un desfile.

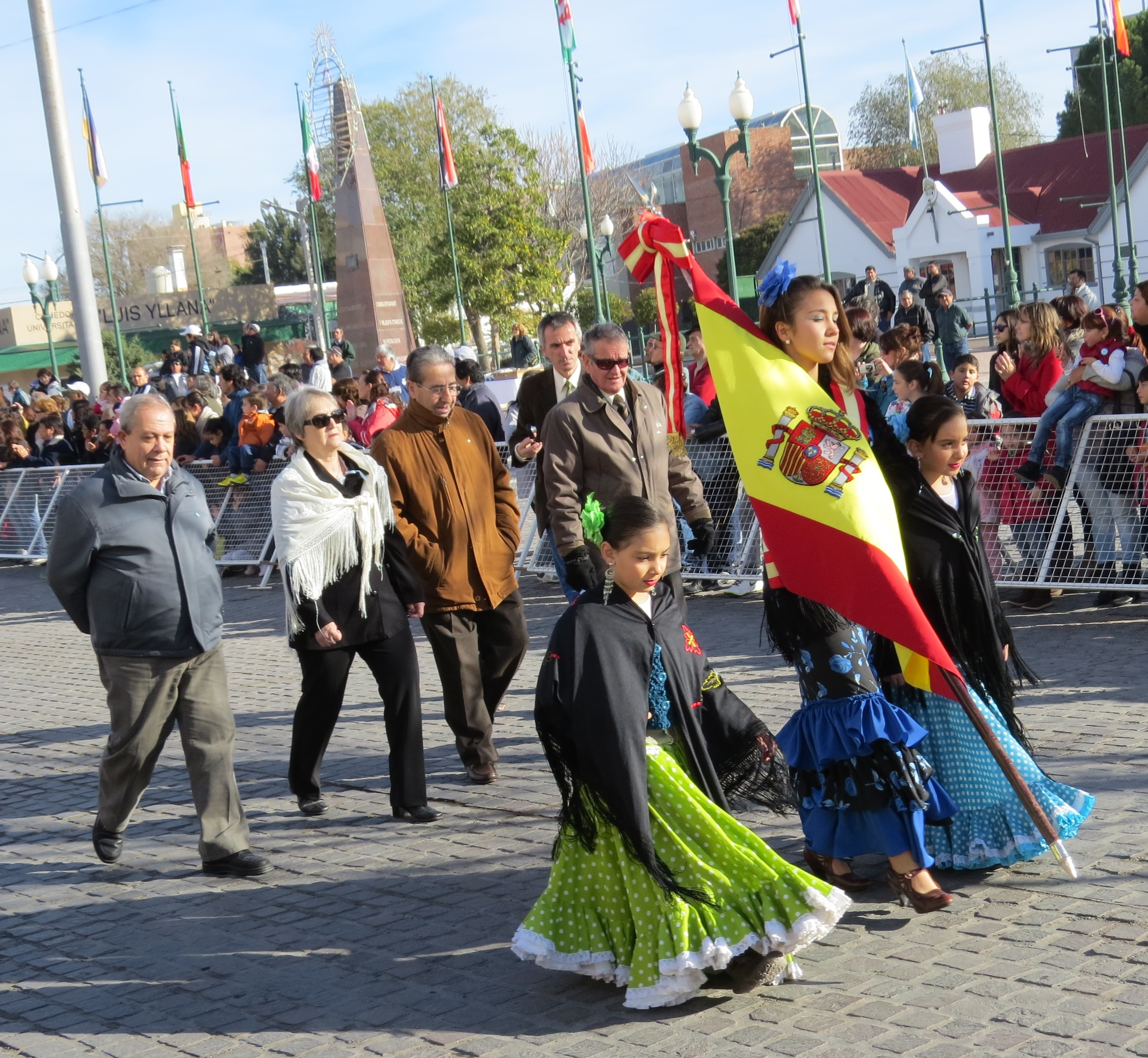
La presencia española en el país data de la época imperial. Siendo especialmente fuerte en la región pampeana. En la imagen, representantes de la colectividad en un desfile.

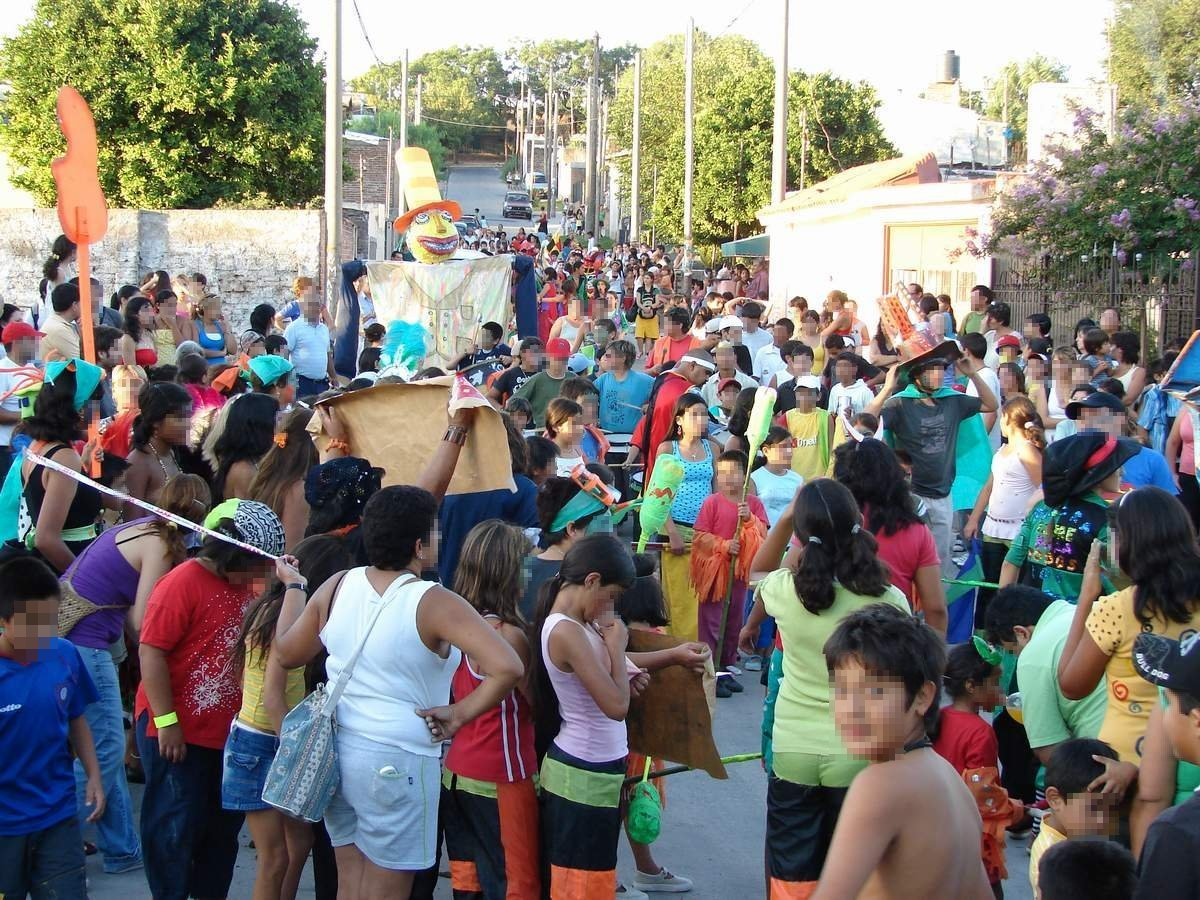
Barrio Bella Vista, sector populoso de la ciudad. En la imagen se observa una escena típica del carnaval que se realiza anualmente.

Córdoba es la segunda ciudad más poblada del país. El censo nacional de 2022 estableció una población departamental de 1 565 250 habitantes. El Censo nacional 2010 indicaba una población de 1 329 604 habitantes, representando un aumento del 3,5 % respecto a los 1 284 582 habitantes registrados durante el censo nacional de 2001.Representa el 40,18 % de la población provincial (3 308 876) y el 3,31 % de la nacional, que asciende a 40 117 096. Según el Instituto Nacional de Estadística y Censos de Argentina, la tasa de crecimiento intercensal viene decayendo desde 1980, cuando el registro marcaba un crecimiento de un 18,8 %. Después, en el censo nacional de 2001 fue de 8,92 % y en el censo nacional de 2010 los indicadores muestran un aumento de solo 3,5 %, lo que significa que Córdoba crece a tasa decreciente. La densidad poblacional es de 2308,3 habitantes por km², 115 veces más alta que el indicador provincial.
Crecimiento poblacional desde 1573:
| Gráfica de evolución demográfica de la ciudad de Córdoba entre 1573 y 2022 |
|                                                                            |

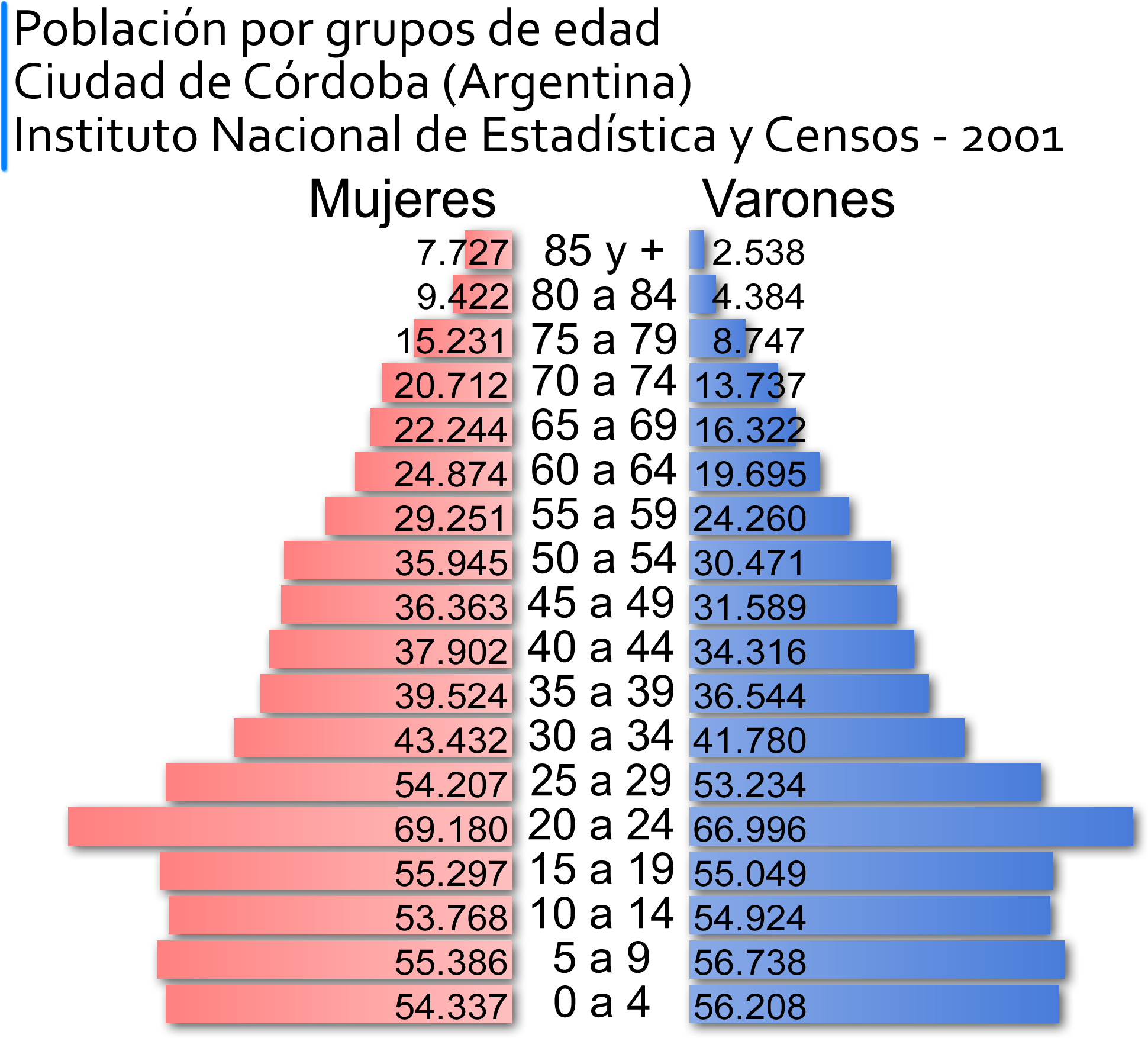
Pirámide poblacional obtenida durante el censo de 2001 del INDEC.

La ciudad recibe un constante flujo de estudiantes provenientes del noreste y noroeste argentino, de la Patagonia, de las ciudades del interior provincial, y en menor medida, de países limítrofes. 

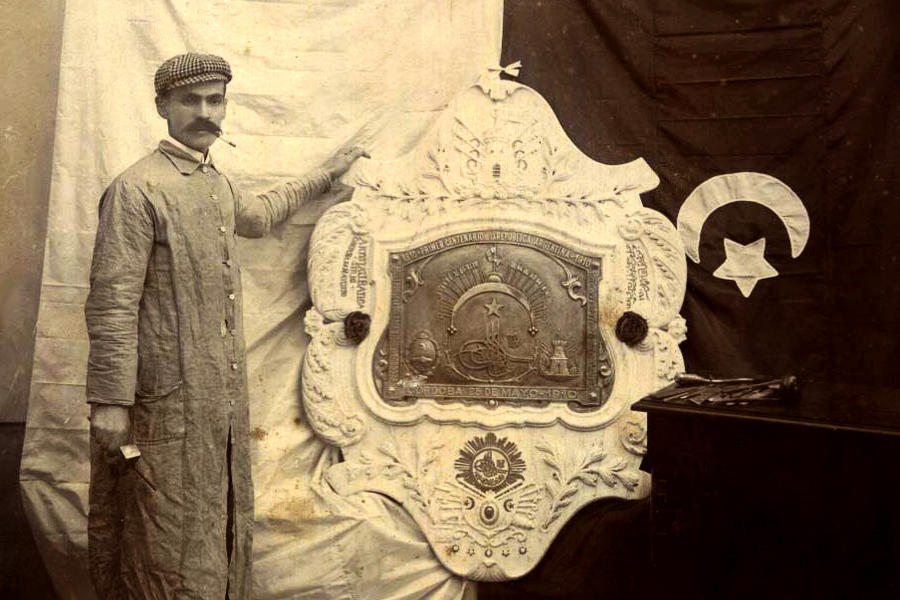
Placa Árabe del Centenario junto a su autor, Jorge Batica. Realizada en mármol y plata con detalles en oro y donada a la ciudad en 1910.

Sobresalen las colectividades boliviana, judía y sirio-libanesa, ya integradas al pueblo cordobés. La comunidad judía argentina ha aportado una de las mayores contribuciones a la emigración hacia el Estado de Israel (en Córdoba se encuentra su segundo mayor asiento poblacional del país). En la ciudad existen tres sinagogas, en la zona del Mercado Central, y coexisten en paz con la comunidad islámica local. La Sociedad Sirio-libanesa de Córdoba -fundada el 22 de septiembre de 1907- se encuentra entre los clubes de esa comunidad más antiguos de Argentina. Además, Córdoba ha sido desde los años 1920 el segundo punto del país en inmigración procedente de Armenia. Por otro lado, hay una importante comunidad de gitanos, ubicados en su mayoría en los barrios Las Flores, San Nicolás y en cercanías de la Avenida Japón, al norte de la ciudad. Otra gran comunidad es la peruana, que se asienta principalmente en los barrios Providencia y Alberdi, en adyacencias de la Avenida Colón y el Hospital de Clínicas. Otras corrientes demográficas que han dado notorios aportes demográficos a la ciudad de Córdoba, son la croata, irlandesa, japonesa, libanesa, siria, coreana y china.

## Educación, ciencia e investigación
Los establecimientos educativos tienen dos orígenes: público y privado. En cuanto a los niveles educativos, la educación inicial comprende desde los 45 días hasta los 5 años de edad inclusive, siendo obligatorios los últimos dos años. Por su parte, la educación primaria, obligatoria, está destinada a la formación a partir de los 6 años de edad. La secundaria, obligatoria, es destinada a los que hayan cumplido con el nivel primario. La tasa de analfabetismo en mayores de 10 años es de 1 %. En el rango de 3 a 17 años, el porcentaje de asistencia a establecimientos educativos es ligeramente mayor que en la provincia y el país, y significativamente mayor a partir de los 18 años.
El 33,13 % de la población mayor de 15 años tiene el secundario completo y el terciario o universitario incompleto, y el 12,23 % tiene sus estudios superiores completos, uno de los más altos, contra el 9,58 % de la provincia y el 8,73 % del país. Se puede destacar que el 45.1% de los habitantes de la ciudad poseen, como mínimo, estudios secundarios completos.
Respecto a la educación terciaria, se caracteriza por ser especializada y de corta duración, estando concebida para la rápida salida laboral. Existen tanto instituciones públicas como privadas que ofrecen este tipo de enseñanza.

Ubicación de Universidades en Córdoba: 1. Universidad Nacional de Córdoba. 2. Universidad Tecnológica Nacional. 3. Universidad Católica de Córdoba. 4. Universidad Blas Pascal. 5. Universidad Empresarial Siglo 21. 6. Instituto Universitario Aeronáutico.

Córdoba es sede de varias Universidades estatales y privadas. La Universidad Nacional de Córdoba es una de las más importantes de América Latina. Cuenta con 178.000 estudiantes, en sus 15 facultades, 346 carreras de pregrado, grado y posgrado, 145 institutos de investigación, 25 bibliotecas y 17 museos, entre otras dependencias. Tiene la mayoría de sus edificios en la Ciudad Universitaria y en la zona céntrica de la ciudad. Desde 2010 y hasta 2017 contó con el supercomputador más potente de la Argentina, llamado Cristina.
Otras Universidades importantes son: Instituto Universitario Aeronáutico, Universidad Tecnológica Nacional, Universidad Católica de Córdoba, Universidad Provincial de Córdoba, Universidad Blas Pascal, Universidad Empresarial Siglo 21 y Universidad Nacional de Villa María (Sede Córdoba).

### Investigación
Con la temprana llegada de los jesuitas, en 1599, y posterior fundación de la Universidad de Córdoba (hoy Universidad Nacional de Córdoba) en 1613, se generó la base para un temprano desarrollo de la ciencia en Córdoba, que sigue siendo uno de los puntos álgidos de investigación en América Latina.
Un hito importante se produjo en 1869 cuando se fundó la Academia Nacional de Ciencias de Córdoba, corporación científica sostenida por el gobierno nacional, siendo la primera Academia Nacional del país. El 22 de junio de 1878 el Poder Ejecutivo aprobó por decreto el reglamento de la Academia Nacional de Ciencias, que le dio su forma definitiva como corporación científica, separada de la Universidad Nacional de Córdoba y sin responsabilidades en tareas docentes. Actualmente lleva a cabo tareas en pro de una política científica y tecnológica argentina, tareas de desarrollo y divulgación de las ciencias exactas y naturales, estudio y exploración del país y de asesoramiento al Gobierno Nacional, a los Gobiernos Provinciales y a otras instituciones científicas. Su edificio (de 1897) fue declarado Monumento Histórico Nacional en 1994.

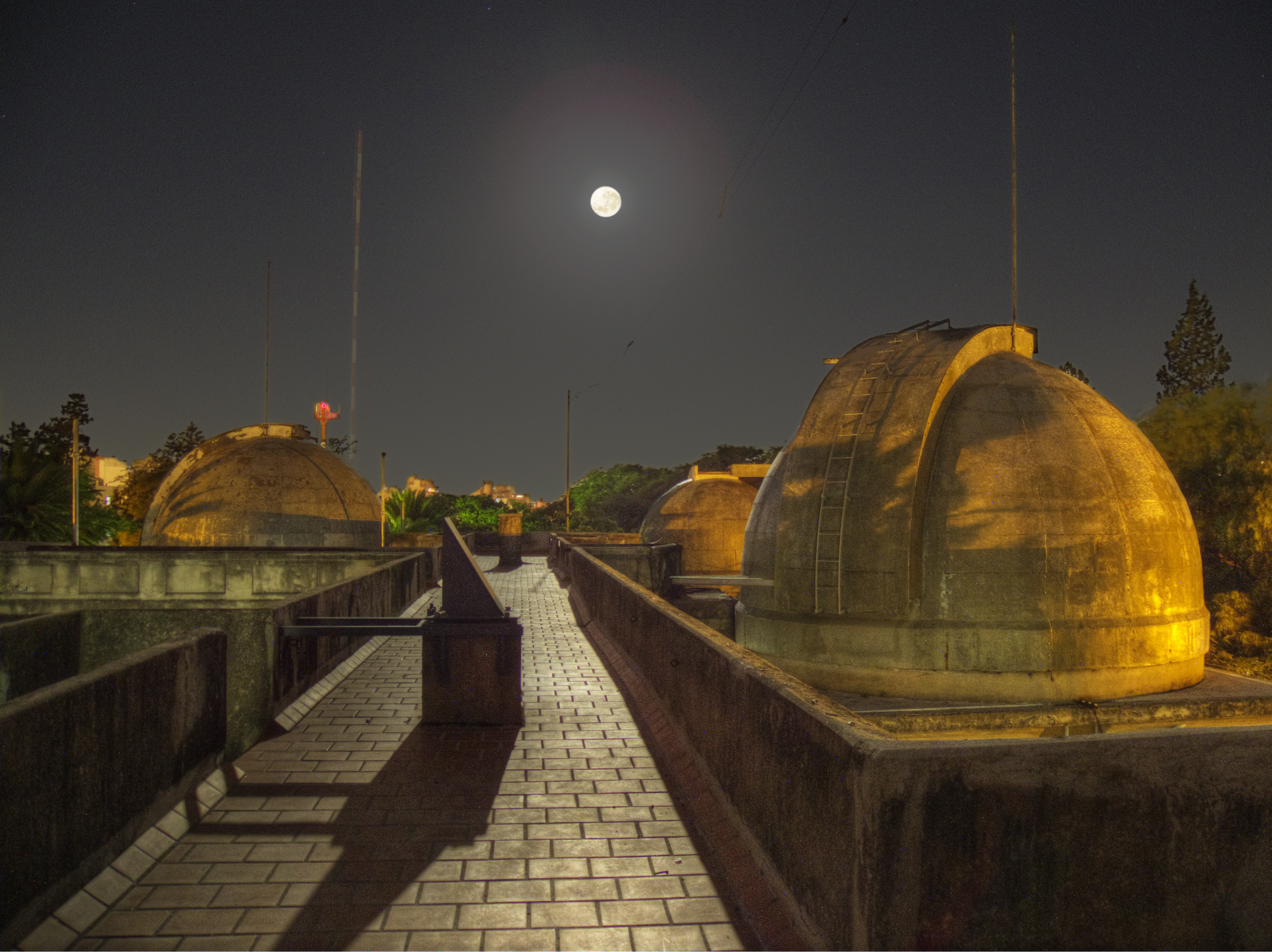
Terraza del Observatorio Astronómico Córdoba.

Otro hecho importante se produjo con la fundación del Observatorio Astronómico de Córdoba en 1871 durante la presidencia de Sarmiento. Su primer director, el astrónomo estadounidense Benjamin Apthorp Gould realizó gran cantidad de trabajos desde dicho lugar. Entre ellos se destacan Uranometría argentina y Catálogo de las zonas estelares. El primero de ellos, de 1879, se trata de un catálogo de 7756 estrellas con posición y brillo hasta la séptima magnitud. El segundo, de 1884, fue el primero de los dos grandes catálogos australes, con unas 73 000 estrellas. Tampoco debe dejarse pasar el catálogo Bonner Durchmusterung por John Macon Thome, segundo director del observatorio.
En 1872, por iniciativa de Gould, Sarmiento remitió un proyecto de ley que fue aprobado por el congreso, creando la Oficina Meteorológica Nacional, predecesora del actual Servicio Meteorológico Nacional. Dicha oficina funcionó anexa al observatorio de Córdoba hasta 1884. En 1885 se separó del observatorio y en 1901 fue trasladada a Buenos Aires.
Otros hechos importantes fueron la creación del Instituto de Investigación Médica de Córdoba en 1947, inspirado por Bernardo Houssay. La creación en 1956, por impulso de Enrique Gaviola, del Instituto de Matemática, Astronomía y Física (IMAF) dentro de la Universidad Nacional de Córdoba.
En la actualidad, Córdoba está muy avanzada en las áreas científicas de química, biotecnología, microelectrónica, informática, diseño, y medicina. Muchos jóvenes de otras provincias o extranjeros llegan a estudiar a Córdoba por ser una de las ciudades universitarias más importantes de América Latina.

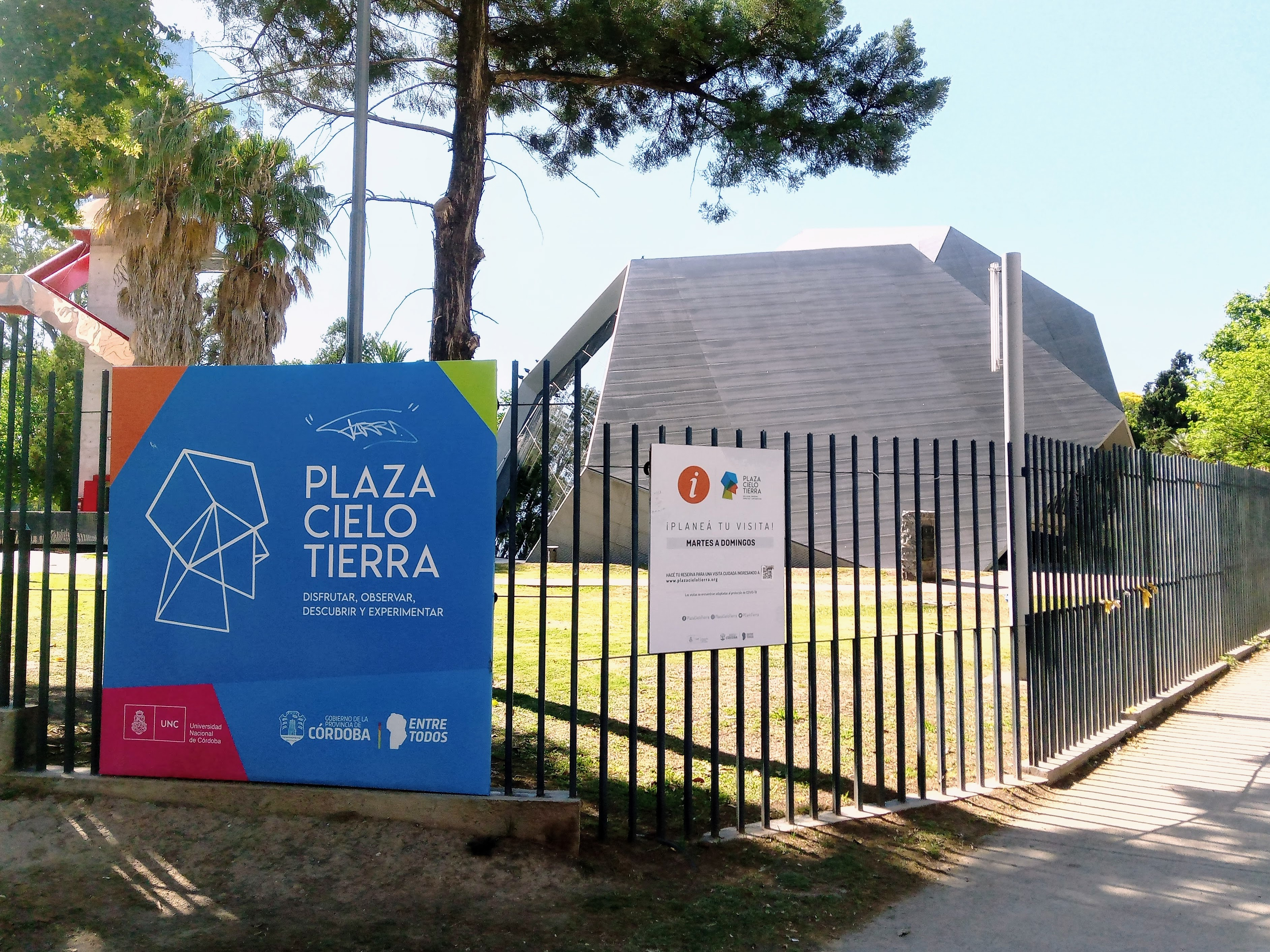
Planetario Julio Verne, en plaza Cielo Tierra.

En diciembre de 2018 en la Universidad Nacional de Córdoba, fue inaugurado el Planetario Julio Verne, cuyo nombre evoca al célebre novelista francés, considerado uno de los mejor equipados de la Argentina.

### Laboratorio de Hemoderivados
En la ciudad de córdoba también se encuentra el laboratorio farmacéutico con la planta de producción de medicamentos hemoderivados más grande de argentina. Este laboratorio provee al sistema de salud público, no tiene fines de lucro y sustituye las importaciones de medicamentos de alto costo con la producción propia de los mismos.

## Infraestructura

Plano del futuro Subte de Córdoba, actualmente un proyecto rechazado.

El servicio de agua potable es administrado desde 1997 por la empresa Aguas Cordobesas S.A. Esta empresa está gerenciada desde 2006 por Grupo Roggio. La red llega al 97,61 % de la población (428 288 conexiones) cubriendo más de 3352 km en total. La producción anual de agua es de aproximadamente 138 000 000 m³. El 99 % del agua para el servicio es de origen superficial, el resto se produce a partir de siete perforaciones para extraer aguas subterráneas.
El servicio de gas natural es prestado por Distribuidora de Gas del Centro (Ecogas) S.A. Según datos del 2007, el 91 % de las 308 424 conexiones activas pertenecían a hogares.
El servicio de energía eléctrica está a cargo de la Empresa Provincial de Energía de Córdoba (EPEC).
El servicio de telefonía fija, es brindado mayoritariamente por Telecom Argentina y en menor medida por Telefónica de Argentina. El servicio de acceso a Internet por banda ancha es provisto, entre otros, por Arnet (perteneciente a Telecom), Fibertel (perteneciente a Cablevisión) y Claro.
El servicio de correo postal es prestado por Correo Argentino, Oca y Andreani, entre otros. Algunos bancos que hay en Córdoba son Banco Nación, Banco de Córdoba, Banco Santander Río, Banco Macro, Banco Galicia.

### Transporte
- Corredores de colectivos:
- Líneas de trolebuses:

El transporte en la Ciudad de Córdoba es parte de la infraestructura de la ciudad. El ejido de 576 km² requiere un extenso y complejo sistema de transporte. Para esto existen cuatro medios de transporte urbano de pasajeros: colectivos, remises, taxis trenes y trolebuses. En 2019 había en promedio una flota de unos 914 colectivos y 40 trolebuses que transportaron unos 107.140.858 pasajeros, cifra que representa una fuerte caída con respecto a los 184.165.537 pasajeros entre enero y noviembre de 2016; y que luego se profundizó con la pandemia.
En cuanto a la flota de taxis y remises, en 2019 prestaban el servicio un total de 7.110 unidades.[cita requerida]
El Tren metropolitano de Córdoba o Ferrourbano de Córdoba une las estaciones Alta Córdoba y Rodríguez del Busto, con un recorrido de 6,3 kilómetros. El servicio fue inaugurado en 2009 y suspendido en 2012 debido a sucesivos incidentes en su recorrido. En diciembre de 2021 volvió a funcionar, con viajes diarios desde las estaciones Mitre y Alta Córdoba con destino a La Calera. Compartiendo el ramal, el Tren de las Sierras es un servicio ferroviario interurbano entre la ciudad de Córdoba y Valle Hermoso.
En 1999 el parque automotor de la ciudad era de 319 505 rodados y en 2010 era de 578 139. En 2022 el parque automotor superó el 1 000 000 de vehículos, habiéndose triplicado desde el comienzo de siglo. Uno de los mayores problemas es el aumento del tránsito no compensado por un mejoramiento en su manejo. El último tramo de la avenida de circunvalación fue concluido en 2019. En 2022 se añadió un tercer carril a la totalidad de su traza de 47 km.
La ciudad cuenta con una red de ciclovías o bicisendas. Algunas de las zonas que cuentan con bicisendas son: en Nueva Córdoba, Ciudad Universitaria, zona céntrica, las avenidas Hipólito Yrigoyen, Poeta Lugones, Valparaíso, Chacabuco, entre otras.

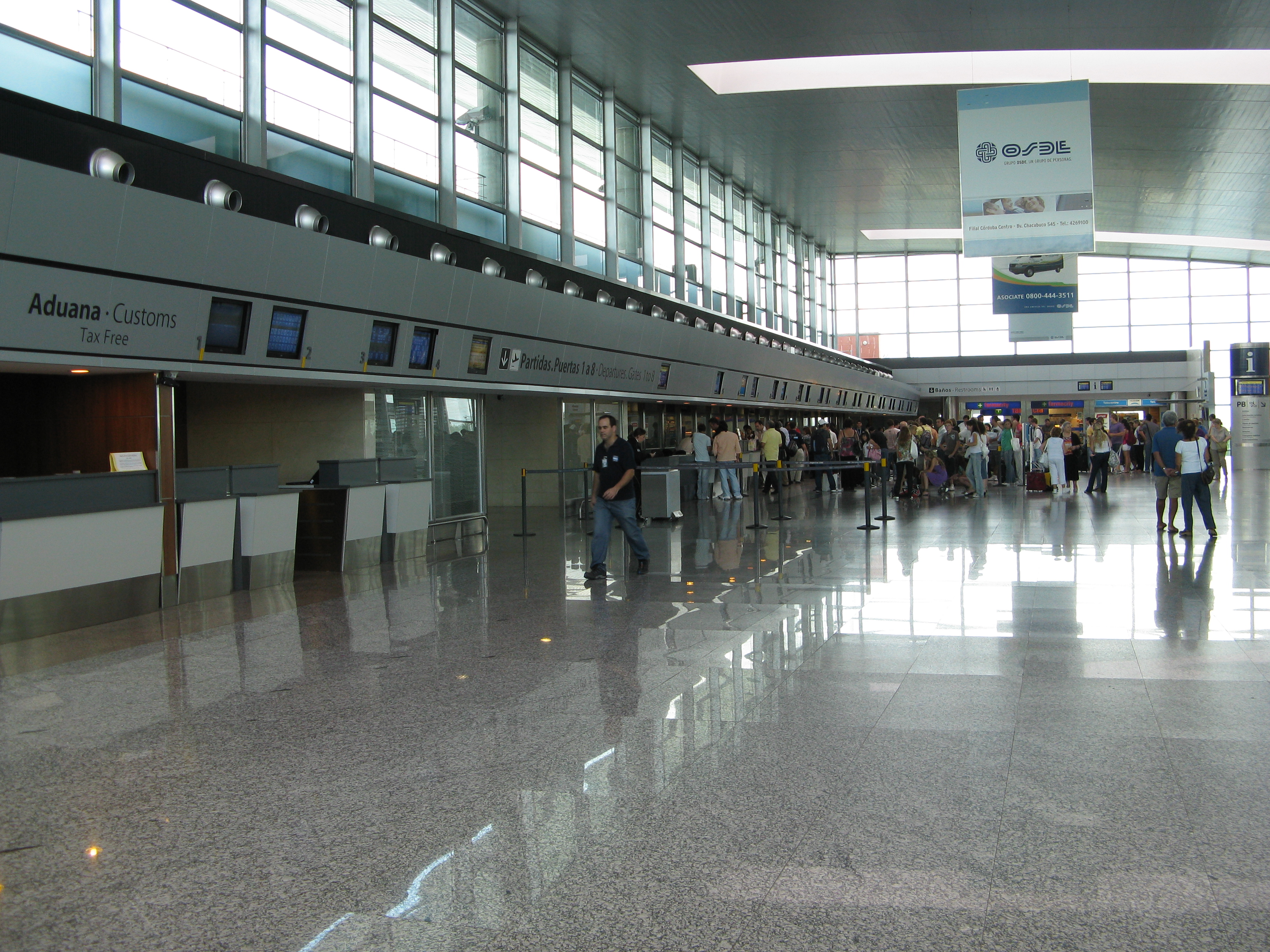
Aeropuerto Internacional Córdoba Ing. Ambrosio Taravella.

La Terminal de Ómnibus de Córdoba está ubicada en el centro de la ciudad. En 2011 se inauguró un segundo terminal, la Terminal del Bicentenario. Se realizaron nuevas conexiones para permitir una salida rápida hacia el área metropolitana y otros puntos nacionales.
El Aeropuerto Internacional Ingeniero Ambrosio Taravella se encuentra a 11,5 km al norte del centro de la ciudad. El movimiento de pasajeros y aviones que genera, lo convierte en el tercer aeropuerto con mayor tráfico del país, detrás del Ezeiza y Aeroparque. Tiene 1020 ha y una plataforma de 57 350 m². En 2006 se inauguró un nuevo edificio de 1,9 ha, con el fin de albergar un mayor número de pasajeros y aeronaves. Está concesionado por Aeropuertos Argentina 2000. En 2019 trasportó 3 489 691 pasajeros en vuelos nacionales e internacionales.

## Salud
En 2007, la tasa bruta de natalidad fue de 16,8‰ (23.680 nacimientos) y la tasa bruta de mortalidad alcanzó un 7,4‰ (10 380 defunciones) con un crecimiento vegetativo de 9,4‰ (o 0,94 %). En tanto la mortalidad infantil fue de 12,5‰ con 295 muertes.

## Paisaje urbano

### Arquitectura

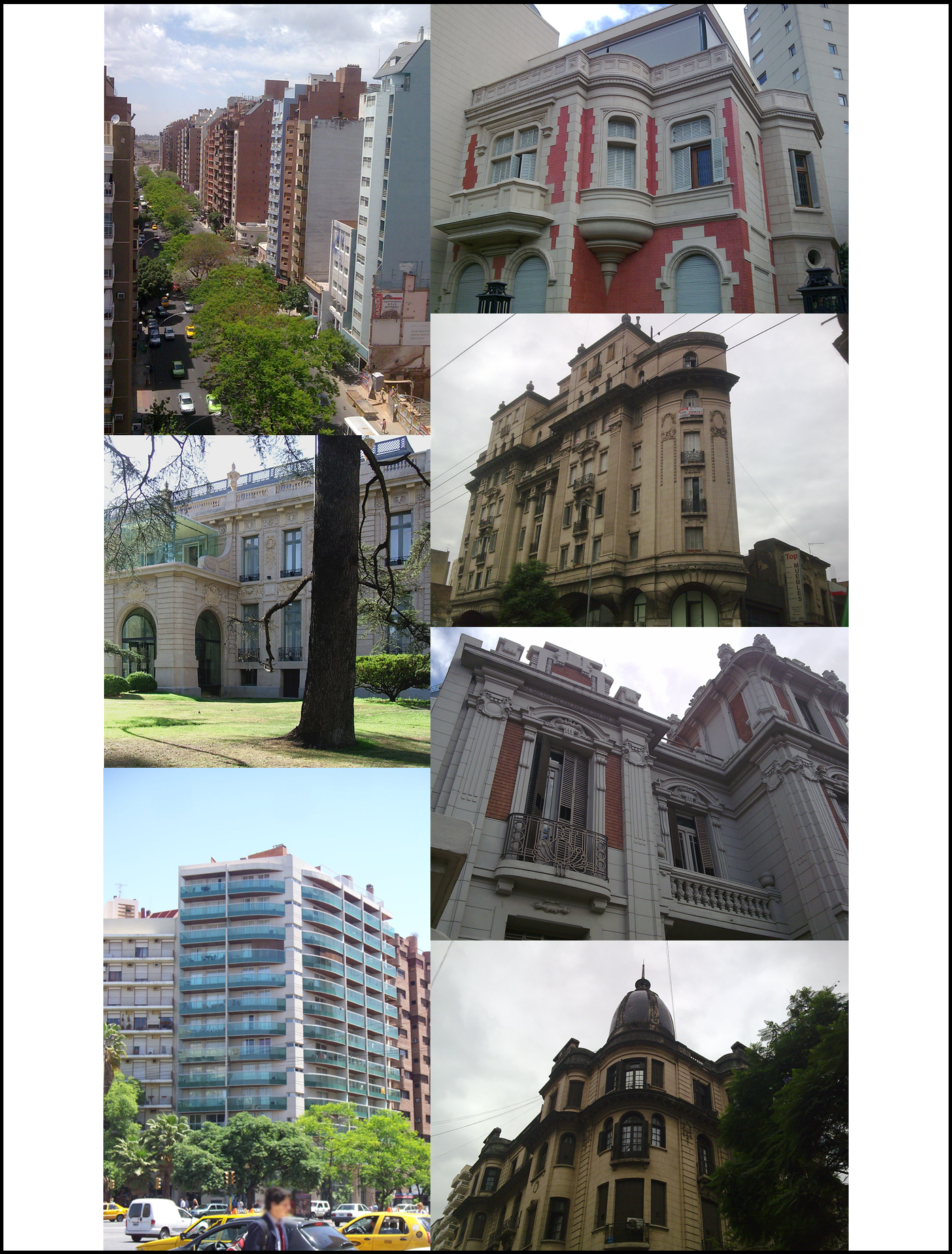
Montaje con diversos estilos arquitectónicos presentes en la ciudad.

Córdoba tiene un área céntrica muy poblada en edificios (más de cien calificados como "altos"), En el oeste, noroeste y sur la edificación en altura comienza a ser habitual. La arquitectura de los edificios céntricos y en especial los de barrio Nueva Córdoba, se caracteriza por el terminado en ladrillo visto, estilo muy particular de la arquitectura cordobesa implantado por el arquitecto José Ignacio Díaz.
Córdoba preserva numerosos monumentos históricos de la época virreinal, especialmente relacionados con la Iglesia católica. La Manzana Jesuítica, fue declarada Patrimonio de la Humanidad por la UNESCO en 2000. Es una manzana ubicada en el microcentro en la cual se encuentran: la Facultad de Ciencias Exactas, Físicas y Naturales, la Academia Nacional de Ciencias, la Residencia, la Capilla Doméstica, la Iglesia de la Compañía de Jesús, la antigua sede del rectorado de la Universidad Nacional de Córdoba (actualmente museo y Biblioteca Mayor) y el Colegio Nacional de Monserrat.

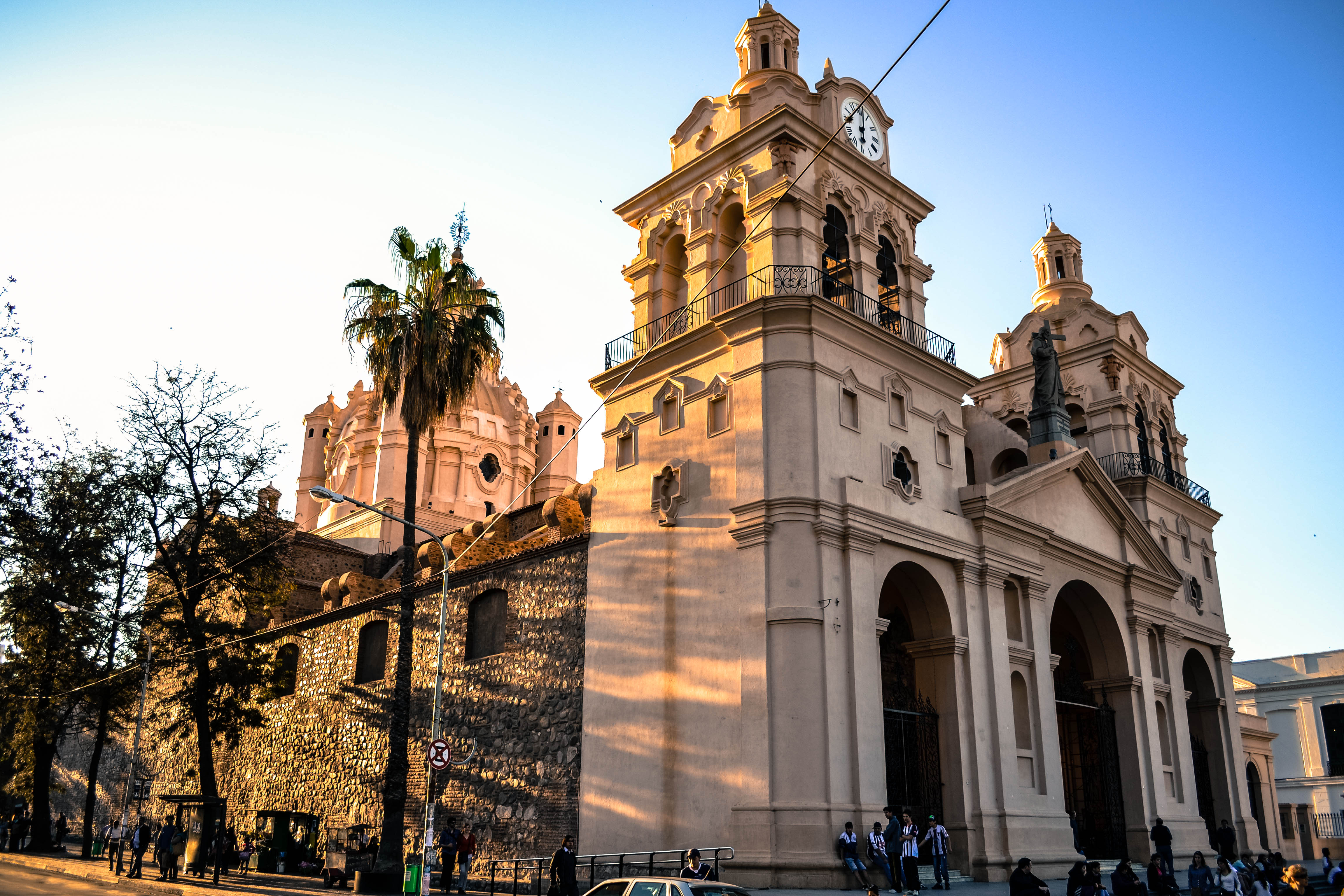
Catedral de Córdoba

La ciudad es sede de numerosas iglesias de diferentes credos y religiones, como Iglesias Católicas, Sinagogas y Mezquitas, y una gran cantidad de iglesias evangélicas. Así ha recibido también el apodo de "La ciudad de las campanas". La Catedral está ubicada frente a plaza San Martín sobre la peatonal de la calle Independencia. Nace como templo mayor desde la fundación.

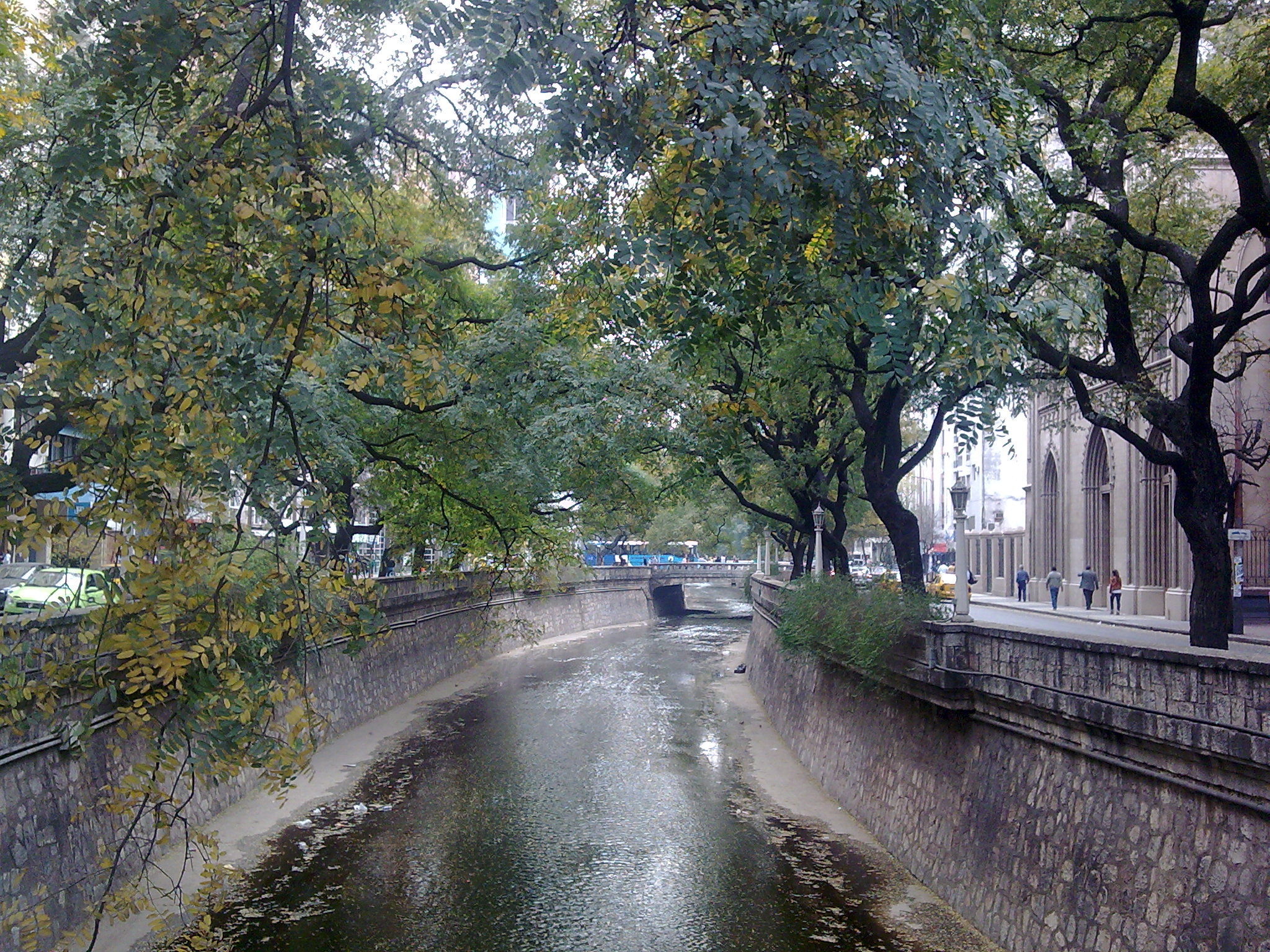
La Cañada, uno de los símbolos de la ciudad.

El centro histórico, está conformado por manzanas cuadrangulares de unos ciento treinta metros de lado. La disposición de los barrios y avenidas principales es radial, es decir, del centro de la ciudad nacen las avenidas que llevan a los barrios más periféricos. Conforme al crecimiento demográfico, Córdoba se ha expandido principalmente al noroeste y al sudeste, siguiendo el recorrido de la ruta nacional 9. La Cañada de Córdoba, uno de los símbolos de la ciudad, se caracteriza por sus muros de piedra y las tipas que la bordean. La primera construcción, de calicanto (cal y canto rodado), data de 1671 y la actual de 1944. Su recorrido es atravesado por las respectivas calles perpendiculares, que vistas en perspectiva son puentes que atraviesan su trazado. El Arco de Córdoba, de estilo ecléctico y extemporáneo, es una obra realizada entre 1942 y 1943 sobre el ingreso sur de la ciudad. Se trata de dos torreones de 6 metros de diámetro y 18,6 metros de altura, unidos por un puente. Es considerado otro de los símbolos cordobeses.
Los edificios de Córdoba, si bien están alcanzando de 22 a 25 pisos, la mayoría no supera los 17. Una de las limitaciones es que existe una ordenanza en la cual se establece que —salvo permiso especial— no puede superarse los 90 metros de altura. La Torre Capitalina Radisson, con 37 pisos, es el edificio más alto de la ciudad. La Torre Ángela, de 30 pisos, 110 metros de altura y 120 departamentos, es el segundo más alto. Tiene uso comercial y de vivienda. La torre Coral State de 85 metros y 25 pisos es la más moderna, ya que posee un sistema computarizado central de control. Con 80 metros de altura se encuentra en pleno barrio Nueva Córdoba la torre de lujo Elysée, tiene un estilo arquitectónico francés, parecido al de muchos edificios públicos.

Otro estilo muy común en Córdoba, en las construcciones antiguas, es el francés (bellepoquiano). En toda el área céntrica se pueden observar adornos y cúpulas. En los barrios Nueva Córdoba y Güemes también son comunes las casonas de estilo art déco y Art Nouveau.

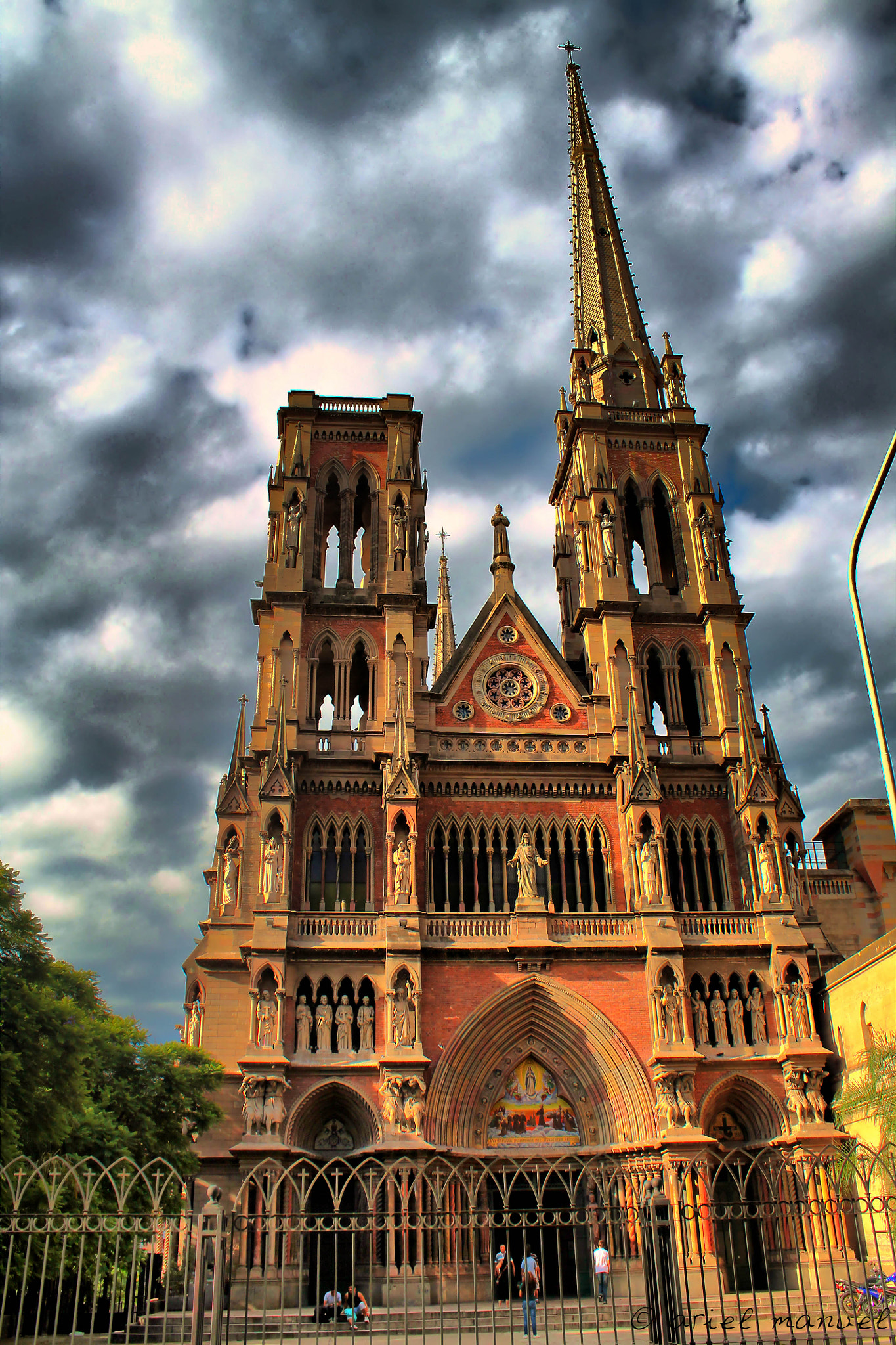
La iglesia de los Capuchinos.

Por otra parte, la ciudad de Córdoba posee la primera calle peatonal de Argentina inaugurada en 1969. También tiene las primeras supermanzanas de Argentina y una de las primeras de Latinoamérica. Esta propuesta permite darle más espacio a los comercios, peatones, ciclistas y agregar más verde a las zonas céntricas.
Existen cuatro supermanzanas en la ciudad de Córdoba.
- Supermanzana Histórica: la plaza San Martín, el Cabildo, la catedral, el Museo Juan de Tejeda, el Teatro Real, el convento de las Carmelitas Descalzas, el Colegio Nacional de Monserrat los paseos peatonales del centro y la Manzana Jesuítica.
- Supermanzana de la Intendencia: el Paseo Sobremonte, el Palacio de Justicia, el Palacio Municipal 6 de Julio y la plaza de la Intendencia-Héroes de Malvinas.
- Supermanzana del Buen Pastor: el Paseo del Buen Pastor, la iglesia de los Capuchinos y un polo gastronómico.
- Supermanzana del Mercado Norte: Mercado Norte de la ciudad.

### CPC y barrios
Desde 1994, la ciudad tiene quince Centros de Participación Comunal (CPC), que descentralizan la administración y operatividad municipal, y permiten gestionar trámites sin tener que desplazarse hasta las oficinas de cada repartición. La ciudad cuenta con 15 CPC que brindan servicios no sólo municipales sino también provinciales, nacionales, de empresas de servicios públicos; además de brindar actividades culturales, recreativas, deportivas y de capacitación no formal. Ellos son Argüello, Centro América, Pueyrredón, Villa el Libertador, Empalme, Colón, Capdevila, Ruta 20, Monseñor Pablo Cabrera, Rancagua, Mercado de la Ciudad, Guiñazú, Jardín, Centro Cultural San Vicente y Chalet San Felipe.
Los centros atienden los servicios propios de las siguientes áreas: espacios verdes, obras viales, redes sanitarias y gas, inspección de servicios de transporte público y tránsito, registro civil, asuntos vecinales, servicios y limpieza, control de obras privadas y uso del suelo, recursos tributarios, catastro, medicina preventiva, control alimentario y ambiental, centro cultural, deportes y recreación, desarrollo humano, justicia administrativa de faltas. Además se pueden abonar facturas de todos los servicios, ya que todos los centros cuentan con una sucursal del Banco de Córdoba.
En los barrios más importantes de cada CPC existe un Centro vecinal. Estos centros son asociaciones civiles sin fines de lucro que participan en la gestión municipal y la controlan, además de representar a los vecinos de la jurisdicción que les corresponde. En cada centro vecinal se nombra a un presidente.

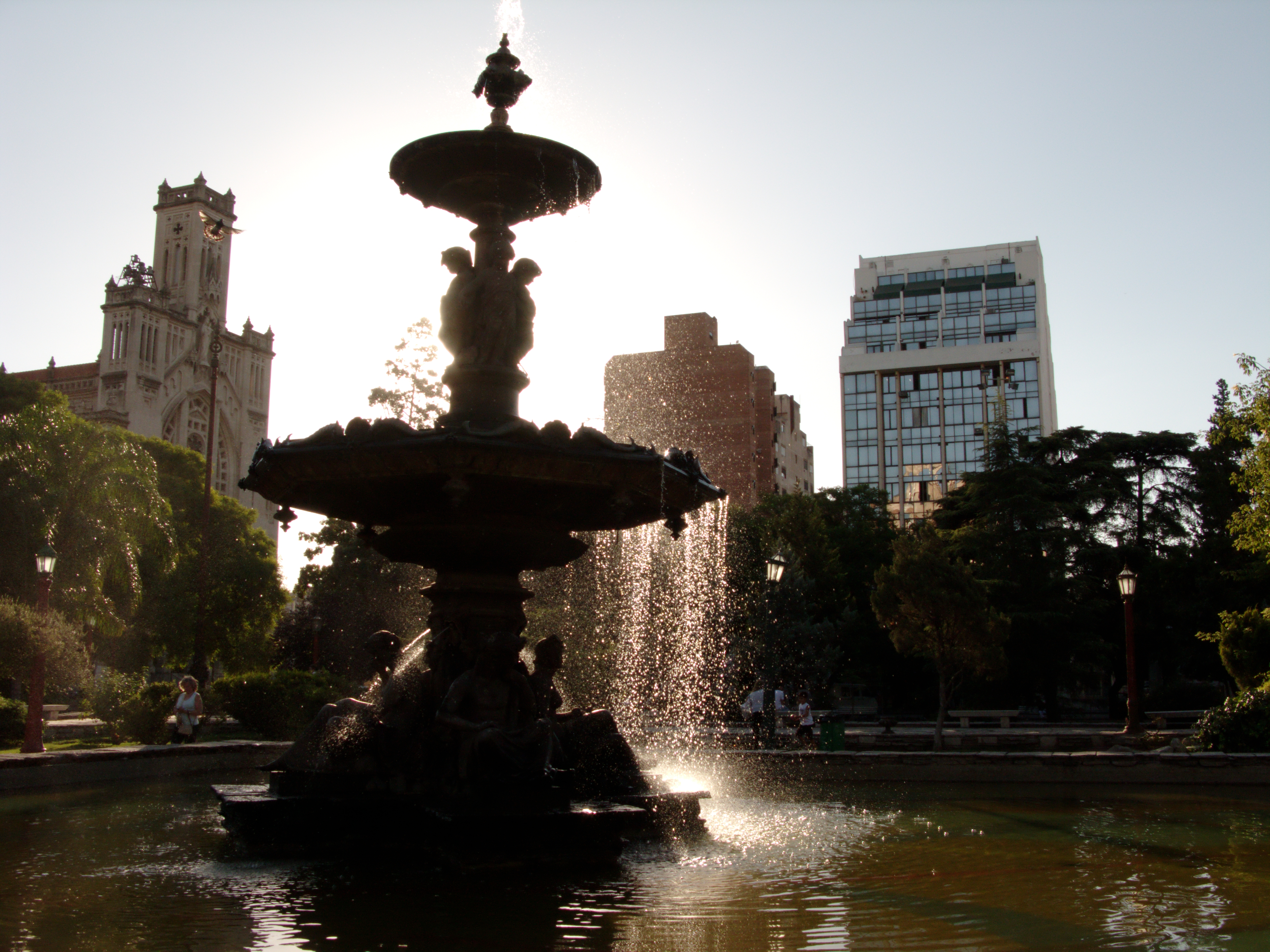
Plaza Colón, Barrio Alberdi, Ciudad de Córdoba.

Córdoba se encuentra subdividida en más de 400 barrios, algunos extensos como Alberdi, pero la mayoría de pocas manzanas. Los más conocidos son: Alta Córdoba, Alberdi, Alto Alberdi, Argüello, Centro, Cerro de las Rosas, Cofico, General Paz, Güemes, Jardín, Nueva Córdoba, San Vicente y Villa Libertador. Los countries, también conocidos como barrios cerrados o privados, se localizan principalmente en la zona noroeste. Por su cantidad, cambios de denominación y escasa superficie, es muy dificultoso, incluso para los propios habitantes de la ciudad, identificar fácilmente muchos de los barrios.
Entre 2001 y 2010 se crearon 231 nuevas urbanizaciones, lo que representa 48 023 nuevos inmuebles y 17,3 millones de metros cuadrados edificados. Estas 231 urbanizaciones se componen de 159 barrios, 35 barrios cerrados o privados, 26 complejos de edificios y 11 barrios ciudades construidos por el Gobierno provincial para erradicar villas miserias. Estas nuevas urbanizaciones se distribuyen principalmente en la zona sur y noroeste.
Las unidades activas (cantidad de inmuebles incluidos los departamentos en edificios), son 471 612, de las cuales las unidades edificadas ascienden a 427 552 y las unidades baldías a 44 060. En 2011 había 17 103 manzanas en la ciudad. La superficie del ejido municipal es de 576 km² y su superficie edificada de 68,32 km².
Según la Dirección de Urbanismo de la municipalidad, a junio de 2008 la superficie de la ciudad se divide en: área urbanizable 22 897,87 hectáreas (228,98 km², 39,75 %); área rural predominante 16404,18 hectáreas (164,04 km², 28,48 %); área industrial predominante 12 267,55 hectáreas (122,68 km², 21,30 %); área destinada a otros usos 6030,4 hectáreas (60,3 km², 10,5 %). Los espacios verdes incluyen diferentes tipos de espacios, desde plazas y plazoletas, hasta parques urbanos, verdes lineales de distintas escalas (como el Río Suquía, ciclovías y autopistas). La superficie mantenida por la Municipalidad de Córdoba en carácter de verde Urbano suma aproximadamente 1645 ha.

### Espacios verdes
Córdoba tiene 1200 hectáreas de espacios verdes que se reparten en 641 hectáreas para parques, 110 en plazas, 56 en ciclovías y 393 para otros usos. La ciudad tiene un promedio de 8,9 m² de espacios verdes por habitante.
El Parque Sarmiento es uno de los más antiguos de América del Sur. Planeado por el arquitecto francés Carlos Thays, siguiendo una perspectiva bellepoquiana. Anexo a este se encuentra el parque General Belgrano, con una importante estatua ecuestre en honor al prócer y un mirador desde el cual se tiene una vista despejada del centro de la ciudad
El parque de la Vida es el segundo espacio verde en tamaño, ocupando 65 hectáreas. Se encuentra en la zona suroeste de la ciudad (Barrio Parque Capital, Rosedal Anexo y otros) y fue inaugurado en 1992.

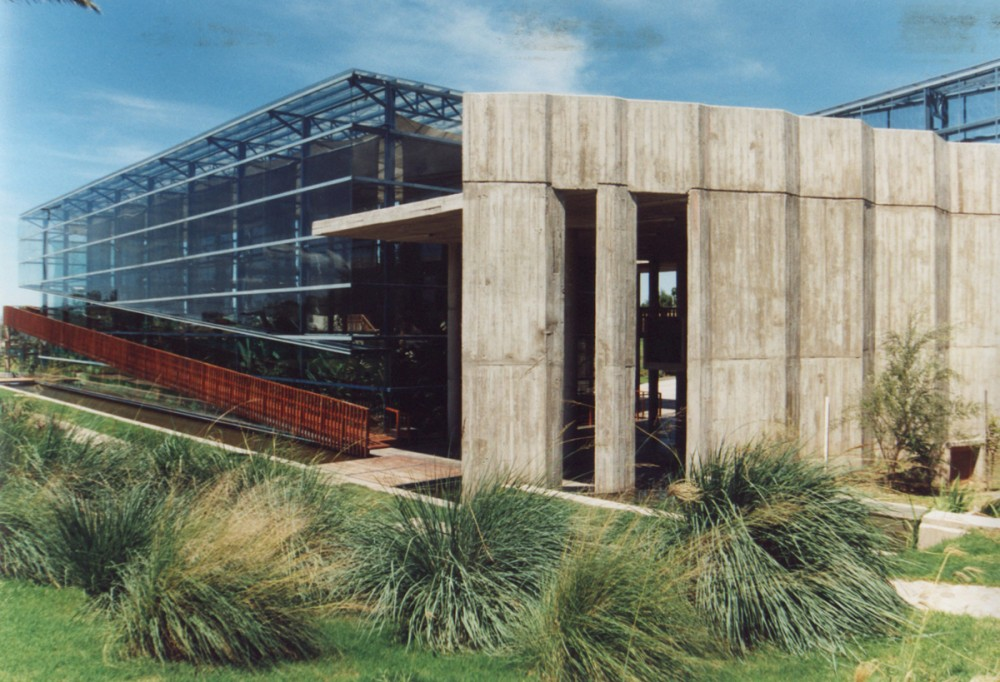
Jardín Botánico ciudad de Córdoba.

El jardín botánico es un espacio natural que tiene como principal función conservar la biodiversidad regional. El jardín cuenta con una colección de plantas regionales (organizadas y documentadas), utilizadas para realizar estudios e investigaciones científicas y para apoyar la educación formal de escuelas primarias y secundarias.
El Jardín Zoológico municipal es otro de los lugares naturales dentro de la ciudad. El 18 de septiembre de 2020 el Concejo Deliberante de Córdoba aprobó su reconversión en parque de la Biodiversidad. En 2021, a partir de la resolución 103 de la Secretaría de Ambiente de la Provincia de Córdoba, se lo declara centro rescate de animales de fauna silvestre, provenientes del tráfico ilegal y del mascotismo.
En la zona noroeste se encuentra la Reserva Natural General San Martín, la única de la ciudad donde se conservan especies animales autóctonas en estado silvestre. También conserva bosque y sotobosque autóctono.
En las proximidades del Estadio Mario Alberto Kempes se encuentra el parque del Kempes de 40 hectáreas. Tiene distintas áreas de recreación como estaciones aeróbicas, pistas de BMX y juegos recreativos. Otros parques de la ciudad son: Parque de las Naciones y Parque Autóctono (Zona Noroeste); Parque de las Tejas (Zona Centro); Parque Las Heras (Zona Centro); Parque General Paz (Zona Este); Isla de los Patos (Zona Oeste); Parque Los Algarrobos (Zona Sur); Parque de los Niños Urbanos (Zona Norte).
La Costanera del Suquía, se trata de la gran parquización, iniciada en 1983, de ambas riberas del río Suquía. Posee jardines y plazoletas.

## Cultura

### Gastronomía

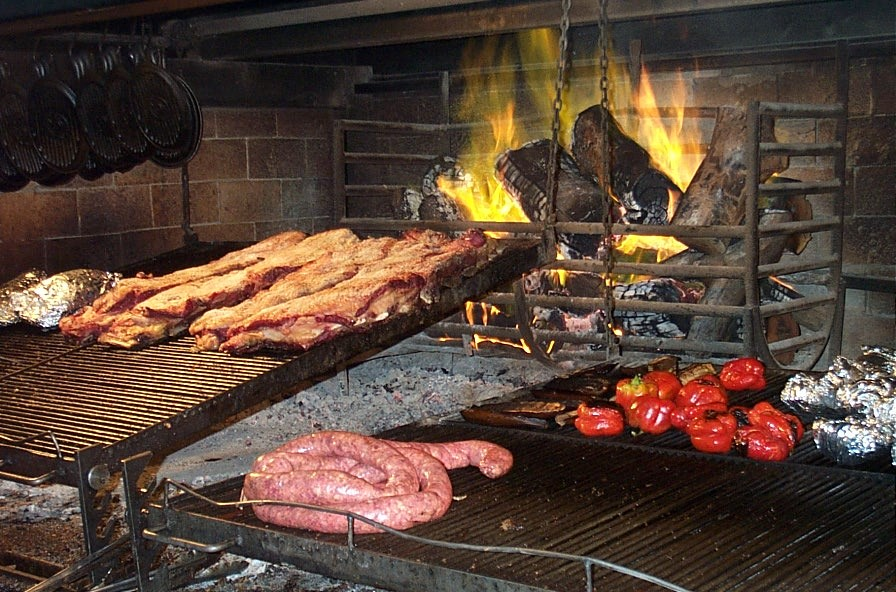
Asado.

La gastronomía de Córdoba, al igual que la de Argentina, se caracteriza y diferencia de las gastronomías del resto de América por dos aportes europeos: el italiano y el español, que constituyen sus características principales, completados por los aportes de etnias aborígenes y de otras corrientes migratorias. En la región central y pampeana (comprende gran parte de Córdoba, incluida la ciudad, y territorios de otras provincias) la dieta está basada en carnes rojas, aviares sobre todo en los asados, lácteos y pastas, es decir, una dieta híper-proteínica.
El influjo teutónico, ha sido mucho menor que el mediterráneo, sin embargo, es muy llamativo en la repostería y confitería. Las llamadas facturas, tienen origen alemán y las medialunas, conocida en gran parte del planeta con el nombre francés de croissant, tiene origen austríaco.
Otra costumbre de la zona, son las picadas, principalmente de queso cremoso y azul, salame, aceitunas en salmuera, cuadraditos de pizza, milanesa, papas fritas, maníes, entre otros. Los argentinos también son muy aficionados al dulce de leche y a los helados de tipo italiano.
Entre las infusiones típicas están en primer lugar el mate y luego el café. También el té, el mate cocido, el café con leche y el té con leche. Respecto a las bebidas alcohólicas, se destaca el consumo de fernet principalmente mezclado con Coca Cola, bebidas a base de Gancia y el Gancia mismo y luego, como en el resto del país, el vino argentino (incluido el espumoso) y la cerveza dentro de las que destacan Quilmes, Brahma, Heineken, Stella Artois y Corona.

### Entretenimiento y artes escénicas
La música popular cordobesa se nutrió de influencias prehispánicas, españolas y africanas cristalizando a fines del siglo xix en el gato, la chacarera, el valsesito y la jota cordobesa. Grandes artistas de estos géneros fueron Cristino Tapia y El Chango Rodríguez. El tango también tuvo auge a mediados del siglo xx con figuras como Ciriaco Ortiz y Jorge Arduh. Los inmigrantes europeos que poblaron el sur y este de la provincia trajeron sus músicas populares. Trasladadas a la capital por las migraciones internas desde los años '50 se fusionaron más tarde con expresiones de origen caribeño generando el "Cuarteto", así llamado por ser originalmente ejecutado con 4 instrumentos: acordeón, piano, violín y contrabajo. Esta manifestación musical popular es un estilo de música de ritmo movido derivado de la música europea (paso doble, tarantela, etc.) que a partir de 1990 tomó proyección nacional. Sus representantes más conocidos a nivel nacional son Carlos La Mona Jiménez y el fallecido Rodrigo Bueno. Algunas bandas históricas son: Chébere, Tru-la-lá, La Barra y Banda XXI, entre otras.
El rock nacional (y en general el rock), son como en el resto del país, géneros importantes en la cultura local. En los años 90 se forman Las Pelotas y Los Caligaris, bandas que posteriormente serían conocidas a nivel nacional. Actualmente el indie de Córdoba tiene bandas como Eruca Sativa, Juan Terrenal, Centuria, entre otros.
Otros géneros con importante público son el jazz y la música clásica. Entre los grupos de música municipales se encuentran la Banda Sinfónica Juvenil, Coro Municipal, Coro de niños y la Orquesta Municipal de Cuerdas.

Los shows musicales tienen lugar principalmente en el Orfeo Superdomo, Captain Blue o plaza de la Música. Cuando son muy masivos se realizan en el estadio Kempes. Los principales estadios donde se presentan bandas de cuarteto son el estadio Sargento Cabral y el estadio Forja.

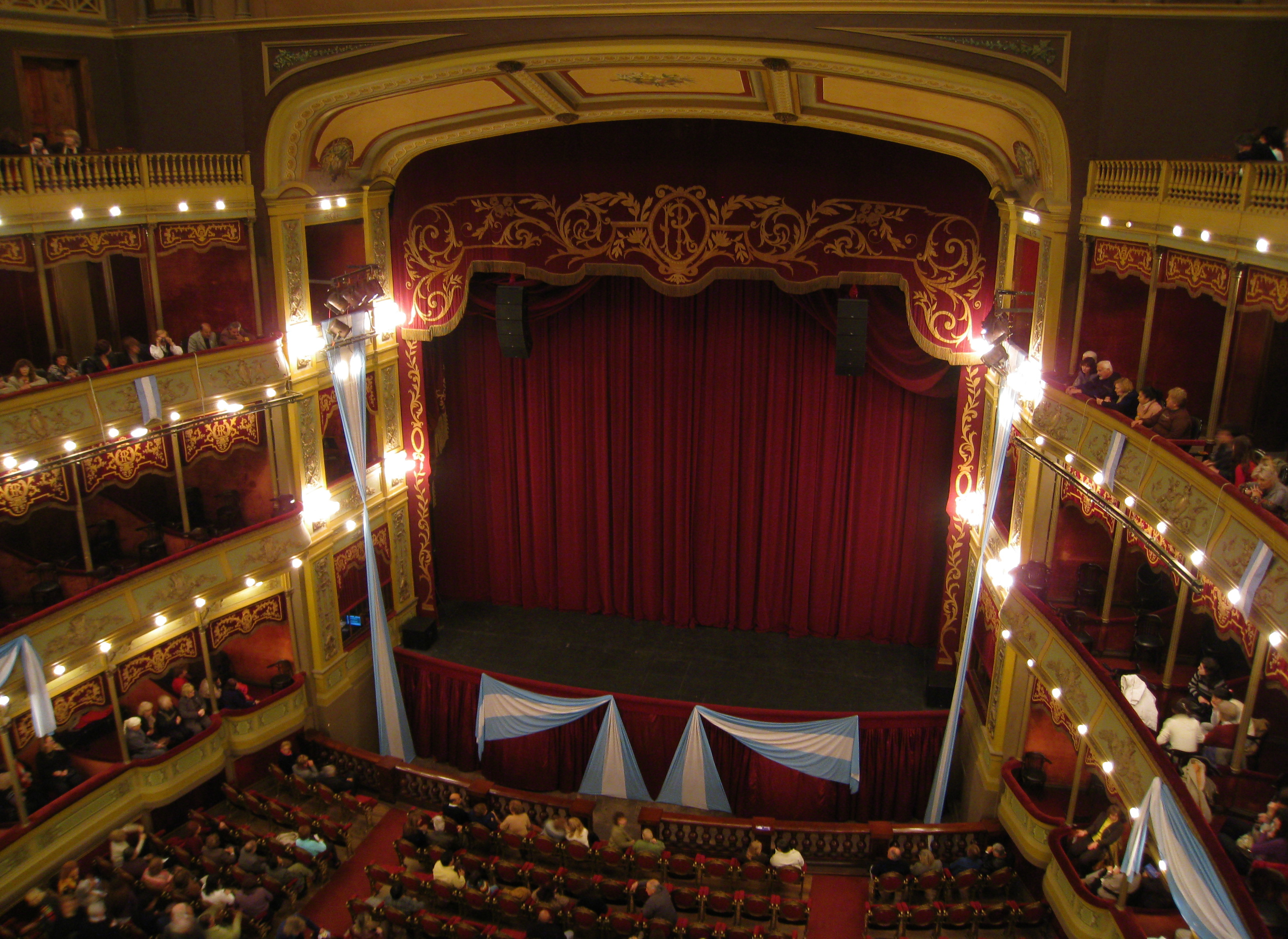
Teatro del Libertador General San Martín. Vista de la sala de conciertos

Algunos teatros de la ciudad son el Teatro del Libertador General San Martín (el más importante), Teatro Municipal Comedia (clausurado por incendio), Teatro Real, Cineclub municipal Hugo del Carril, entre otros. Algunos centros culturales son el Centro Cultural Cabildo Histórico, Centro Cultural Casona Municipal Francisco Vidal, Centro Cultural Alta Córdoba, Centro Cultural España Córdoba, Centro Cultural General Paz, Centro Cultural de los Niños y la Familia, Centro Cultural Paseo de las Artes, Centro Cultural San Vicente, además en cada Centro de Participación Comunal se realizan actividades culturales.
Diversos artistas, principalmente músicos, han dedicado parte de su obra a la ciudad. Entre ellos se puede citar a Los del Suquía con Córdoba de antaño y Viva Córdoba, Posdata y su Córdoba va. Rodrigo Bueno con Soy cordobés, popularizó en todo el país la cultura de la ciudad.

### Acento
El dialecto cordobés es un rasgo distintivo del habla de los habitantes de la Ciudad de Córdoba, Argentina, y de una gran extensión aledaña a esta. Se trata de un dialecto cuya entonación (tonada en Argentina) característica y popularmente conocida a nivel nacional: la tonada cordobesa, que es motivo de constantes referencias humorísticas en los relatos populares y en los medios de la Argentina.
Este acento no parece relacionarse con ningún otro acento de la región y se supone que proviene de un sustrato lingüístico de los comechingones, que en su última época poblaron ese territorio. En cuanto a la tonada, que se extiende a los departamentos centrales y penetra apenas por Santiago del Estero, cabe destacar que el rasgo distintivo es la prolongación en el sonido de la vocal de la sílaba anterior a la tónica, también en las vocales de la sílaba tónica en palabras esdrújulas de tres sílabas.
Entre los localismos más habituales están: El uso de algunas contracciones, apócopes, y elisión de fonemas (como la eliminación de la "c", la "p" y la "b" si se encuentran antes de la "t"), el uso de diptongos en palabras que no los llevan, o su omisión en palabras que deben llevarlo, o en algunos casos el reemplazo de la "o" por la "u".

### Medios de comunicación
Prensa escrita
En Córdoba se editan los diarios: La Voz del Interior (el de mayor tirada), Comercio y Justicia, Hoy Día Córdoba y La Nueva Mañana. También llegan todos los diarios de tirada nacional.
Televisión
En Córdoba se reciben canales por el sistema de Televisión Digital Terrestre. Asimismo Telefe Córdoba, Canal 10 y El Doce también se emiten por la banda VHF.
Entre los canales digitales se encuentra Canal U, señal de la Universidad Nacional de Córdoba.
Algunos proveedores de televisión por cable son Flow (Argentina) y Claro (Argentina).
Radios AM/FM
- Red Aleluya Córdoba (FM 88.5 MHz)
- Revés (FM 88.7 MHz)
- Pobre Johnny (FM 88.9 MHz)
- Máxima (FM 89.3 MHz)
- Quality X (FM 89.7 MHz)
- Sonidera (FM 90.3 MHz)
- Quality (FM 90.5 MHz)
- Punto a Punto (FM 90.7 MHz)
- Gamma (FM 91.1 MHz)
- Cuarteteando Más (FM 91.3 MHz)
- Cadena Heat (FM 91.9 MHz)
- Popular (FM 92.3 MHz)
- CNN Radio Córdoba (FM 93.3 MHz)
- Radio Rivadavia Córdoba (FM 93.5 MHz)
- JAM Radio (FM 93.9 MHz)
- Radio UTN (FM 94.5 MHz)
- Loca Suelta (FM 94.7 MHz)
- Pulxo (FM 95.1 MHz)
- Kuarteto Radio (FM 95.3 MHz)
- Cosquín Rock (FM 95.5 MHz)
- Shopping Classics (FM 96.1 MHz)
- Suquia (FM 96.5 MHz)
- Neura Córdoba (FM 96.9 MHz)
- Radio Latina (FM 97.1 MHz)
- Mas Radio (FM 97.5 MHz)
- Aspen Córdoba (FM 97.7 MHz)
- Radio Mitre Córdoba (AM 810 kHz/FM 97.9 MHz)
- Orfeo (FM 98.5 MHz)
- Vida Nueva (FM 98.7 MHz)
- La Red Córdoba (FM 98.9 MHz)
- Impacto (FM 99.3 MHz)
- Radio Vida Córdoba (FM 99.7 MHz)
- Radio Nacional Córdoba (AM 750 kHz/FM 100.1 MHz)
- Cadena 3 Argentina (AM 700 kHz/FM 100.5 MHz)
- Presencia (FM 101.1 MHz)
- Showsport (FM 101.3 MHz)
- Radio María (FM 101.5 MHz)
- Remar Argentina (FM 101.7 MHz)
- Visión (FM 101.9 MHz)
- Más Que Música (FM 102.3 MHz)
- Lacity Córdoba (FM 102.5 MHz)
- La 100 Córdoba (FM 102.9 MHz)
- Mansa (FM 103.1 MHz)
- Radio Continental Córdoba (FM 103.5 MHz)
- Mia (FM 104.1 MHz)
- Providencia (FM 104.5 MHz)
- Sucesos (FM 104.7 MHz)
- Radio Jaja (FM 105.3 MHz)
- Las Rosas (FM 105.5 MHz)
- Activa (FM 105.9 MHz)
- Gamba (FM 106.3 MHz)
- Mujer (FM 107.3 MHz)
- Espíritu Santo (FM 107.7 MHz)
- BBN Córdoba (FM 107.9 MHz)
- LW1 Radio Universidad (AM 580 kHz)
- LVdos (AM 970 kHz)
- Radio Vida (AM 1490 kHz)

### Religión
En la Argentina existe una amplia libertad de cultos, garantizada en el artículo 14 de la Constitución Nacional, aunque el Estado reconoce un carácter preeminente a la Iglesia Católica que cuenta con un estatus jurídico diferenciado respecto al del resto de iglesias y confesiones. De acuerdo con la carta magna (art. 2), el "Gobierno federal sostiene el culto católico apostólico romano". Esto significa que el Estado argentino, a través del gobierno federal, reconoce y apoya a la Iglesia Católica, aunque no establece una religión oficial. Y según el Código Civil, es jurídicamente asimilable a un ente de derecho público no estatal.
Siendo el segundo aglomerado urbano del país, también es importante la presencia judía (con alrededor de 2500 familias), evangélica, Movimiento de los Santos de los Últimos Días y musulmana.
Entre las fechas importantes de Córdoba, además de las nacionales, están el 6 de julio, aniversario de su fundación y el 30 de septiembre, día de San Jerónimo, patrono de la ciudad.

## Deportes

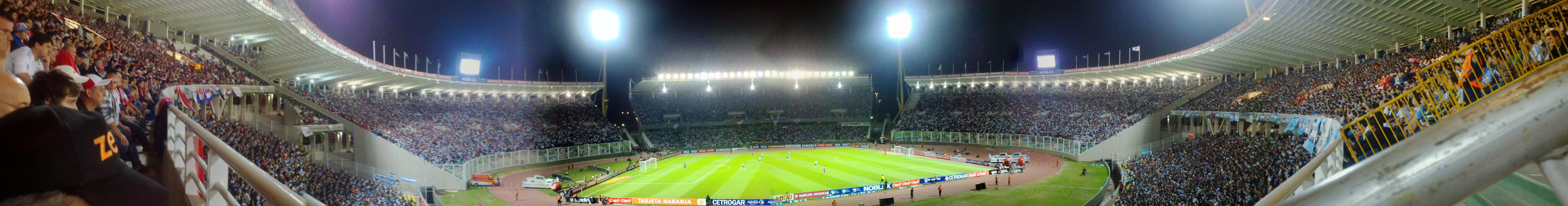
Tribunas del Estadio Mario A. Kempes durante el partido Argentina-Paraguay. Año 2012

Dada la importante cantidad de habitantes, en Córdoba se practican variadas disciplinas deportivas. El deporte más desarrollado en cuanto a infraestructura y público, al igual que en la mayor parte del país, es el fútbol. En la Primera División de Argentina, juegan el Club Atlético Talleres, el Club Atlético Belgrano y el Instituto Atlético Central Córdoba. En la Primera B Nacional, el Club Atlético Racing. En ligas menores, se encuentran los clubes que disputan el Torneo Regional Federal Amateur y las Ligas regionales dependientes de la Liga cordobesa de fútbol.
Por otra parte, el automovilismo es un deporte que despierta mucha atracción en los cordobeses. Varios participantes destacados del automovilismo argentino son oriundos de esta ciudad.
El baloncesto es también muy popular. Sus representantes más importantes a nivel nacional son el Instituto Atlético Central Córdoba y la Asociación Deportiva Atenas. Otros deportes con gran popularidad son el tenis, golf, hockey sobre césped, rugby y boxeo.
Todos los años se realizan al menos dos maratones. Uno de ellos organizado por el diario La Voz del Interior y otro por la municipalidad, en conmemoración del aniversario de fundación de la ciudad. Ambos tienen un circuito profesional de alrededor de 10 km y otro participativo de 3,5.

## Turismo
Quien visite Córdoba, encontrará una ciudad bulliciosa y llena de estudiantes universitarios. Podrá recorrer el Centro Histórico, caminar por la primera área peatonal del país, apreciar la Arquitectura Colonial nombrada patrimonio de la humanidad e ir de compras por los comercios del micro-centro y shoppings.
Córdoba está ubicada en el centro de confluencia de numerosos caminos, se ve favorecida por su estratégica ubicación en el centro del país convirtiéndola en un centro de distribución de bienes y de personas en tránsito del resto de Argentina, países limítrofes, Estados Unidos y Europa Occidental. Tiene como valor agregado su proximidad con las Sierras, lo cual le permite al visitante tener un rápido acceso al marco natural que la provincia ofrece.
Según estadísticas recientes, las épocas en que Córdoba recibe más visitantes es durante Semana Santa y las vacaciones de invierno. La ciudad, además, cuenta con aproximadamente 6.860 plazas en hoteles, sin contar los otros medios de hospedaje.
Los mayores destinos incluyen la zona centro, el casco histórico formado por la plaza central San Martín, la Iglesia Catedral, el Cabildo Histórico, parte de la casa que perteneció al obispo Mercadillo, todo el terreno que rodea la Manzana Jesuítica y la Cripta Jesuítica.
Otra actividad muy común que realizan los turistas es recorrer las calles céntricas como la Belgrano, con arquitectura Art decó de los años 30, pasear por todo el trazado de La Cañada, las peatonales del centro, barrio Nueva Córdoba, barrio General Paz, en barrio Güemes visitar la Feria Paseo de las Artes, descansar en los múltiples parques como el Sarmiento y finalmente asistir a los museos, entre ellos el Museo Superior de Bellas Artes Evita, Museo Provincial de Bellas Artes Emilio Caraffa, Museo de Arte Religioso Juan de Tejeda, Museo Histórico Provincial Marqués de Sobremonte, Museo de Ciencias Naturales, Museo San Alberto, Museo Iberoamericano de Artesanías y el Museo Genaro Pérez. La vida nocturna de Córdoba permite también concurrir a cines, teatros, bares y pubs.

## Ciudades hermanadas
Córdoba se encuentra hermanada con las siguientes ciudades:
- Cochabamba, Bolivia
- Santa Cruz de la Sierra, Bolivia
- Tarija, Bolivia
- Campinas, Brasil
- Curitiba, Brasil
- Florianópolis, Brasil
- Valparaíso, Chile
- Córdoba, España
- Marín, España
- Tampa, Estados Unidos
- Tiberíades, Israel
- Turín, Italia
- Morelia, México
- Ica, Perú
- Łódź, Polonia
- Izhevsk, Rusia
- Montevideo, Uruguay
- Córdoba, México

| Predecesor: San Juan | Sede del Congreso Internacional de la Lengua Española 2019 | Sucesor: Arequipa |

| Predecesor: Guadalajara | Capital Americana de la Cultura 2006 | Sucesor: Cuzco |